# Marché noir en France pendant la Seconde Guerre mondiale
Vous lisez un « article de qualité » labellisé en 2023.
Pour l’article homonyme, voir Marché noir (homonymie).

Affiche de Vichy contre le marché noir, 1943. La Contemporaine.

Le marché noir en France pendant la Seconde Guerre mondiale est l'ensemble des transactions commerciales illégales sur le territoire métropolitain français, en zone occupée comme en zone libre, de l'armistice du 22 juin 1940 à la fin du conflit. L'article couvre également le marché noir dans la France de l'après-guerre jusqu'à la fin du rationnement en 1949.
Dans un contexte de pénurie et de réglementation du marché, ces transactions constituent un marché parallèle et clandestin qui correspond à diverses infractions à la législation mise en place par le régime de Vichy sur la production, le stockage, le transport, les quantités, la qualité et les prix des denrées. Ces fraudes s'accompagnent de corruption de fonctionnaires, falsification de documents et autres délits.
Des débuts de l'Occupation à la fin de l'année 1941, le marché noir, qui naît par des détournements au sein des circuits officiels et par la création de filières clandestines, est considéré comme honteux. Ses principaux clients sont des Français riches et les forces d'occupation allemandes, qui organisent des bureaux d'achat. Le mythe de l'abondance cachée nourrit la délation et l'antisémitisme tout en fragilisant le régime de Vichy, accusé d'inefficacité. Ce dernier mène pourtant une répression sévère.
De la fin de l'année 1941 jusqu'en 1943, le marché noir se généralise et se démocratise. Pour faire face à la pénurie, les filières clandestines du « marché gris » s'organisent et les citadins vont de plus en plus se ravitailler directement à la campagne, auprès de paysans qui vendent à des prix supérieurs à la taxation. La fraude devient courante dans le commerce et l'industrie. La pratique n'apparaît plus immorale quand il s'agit de survivre et l'Église catholique ne la condamne plus. Par la loi du 15 mars 1942, Vichy tolère de fait le petit marché noir et concentre la répression sur les gros trafics. Le marché noir et le marché gris additionnés représentent alors entre le cinquième et la moitié de la production agricole. Leur géographie est liée à la proximité des grandes villes, Paris au premier chef. Ceux qui s'enrichissent le plus ne sont pas forcément les petits commerçants, mais plutôt les grossistes en amont et les gros trafiquants.
En 1943-1944, le marché noir devient un enjeu patriotique. Les Allemands, qui augmentent considérablement leur pillage économique, cessent de s'approvisionner au marché noir et demandent aux autorités de Vichy une répression plus intense. C'est un des éléments de la politique de collaboration, à laquelle participe la Milice. Au contraire, la Résistance encourage certaines formes de marché noir, s'appuyant sur le ressentiment répandu dans les campagnes contre Vichy. Les autorités de Vichy quant à elles présentent les résistants comme des bandits du marché noir, ce qu'ils sont parfois, dans un contexte où la pénurie s'aggrave.
Après la Libération, la punition des trafiquants du marché noir est un des enjeux de l'épuration et répond à une forte demande sociale. Toutefois, la confiscation des profits illicites est partielle et lente, sauf pour les trafiquants les plus notoires. La situation économique ne s'améliore que lentement et le marché noir est florissant. Les difficultés de ravitaillement, le rationnement et par conséquent le marché noir perdurent jusqu'en 1949.
Le marché noir demeure prégnant dans la mémoire collective jusqu'à l'arrivée d'une nouvelle génération élevée dans la découverte de l'abondance des Trente Glorieuses. Son souvenir reste néanmoins présent à travers deux œuvres majeures, Au bon beurre et La Traversée de Paris.

## Marché noir honteux et réprimé (1940-1941)
À partir de novembre-décembre 1940, le marché noir devient un phénomène d'ampleur et une préoccupation prégnante dans l'opinion, qui le condamne quasi-unanimement. Son existence même est une remise en cause de la politique menée par Vichy, qui met en place une répression sévère.

### Rationnement et taxation

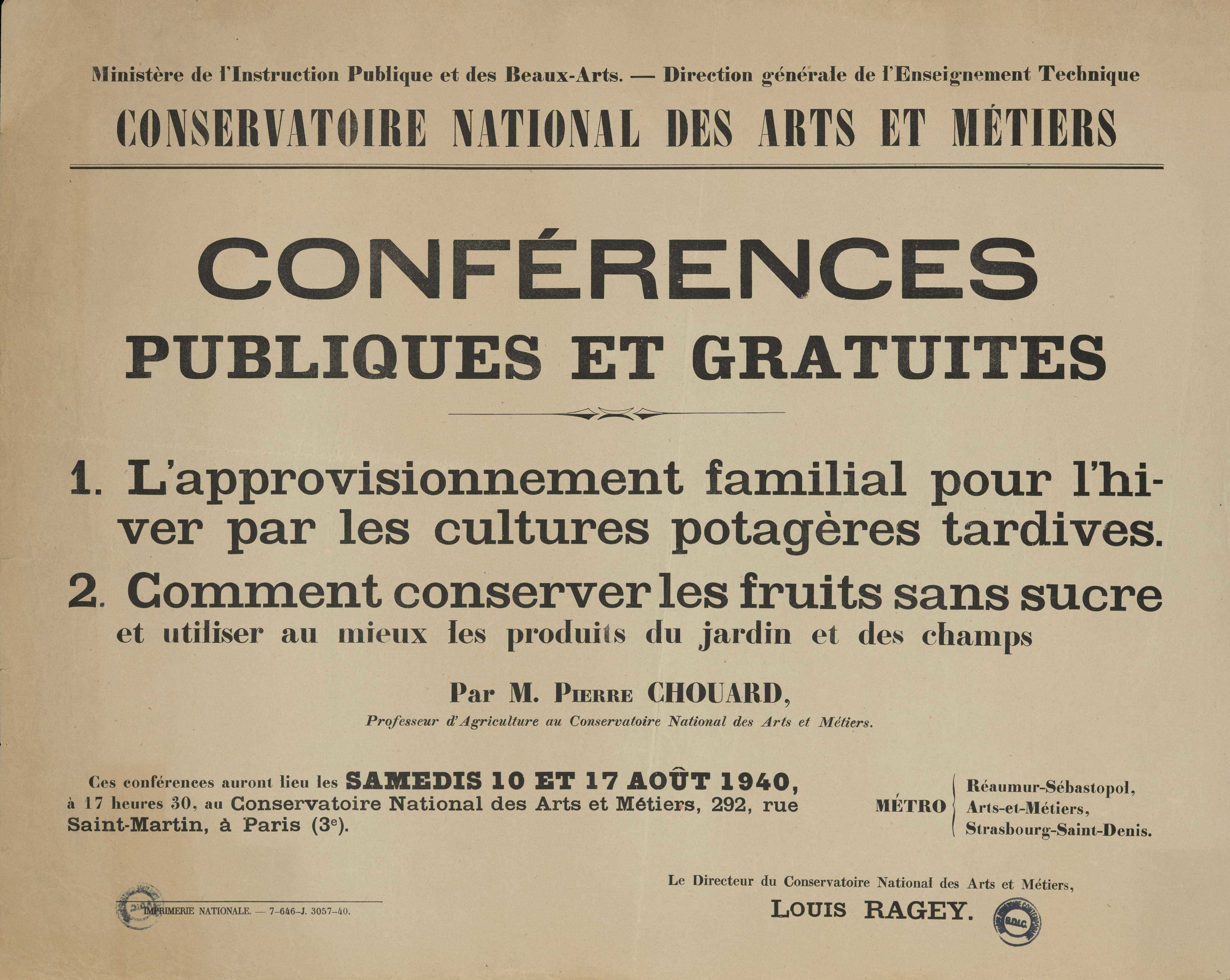
Annonces de conférences du CNAM sur le jardinage et les conserves (août 1940). La Contemporaine.

Malgré une émergence dès l'automne 1939 de pratiques frauduleuses, le marché noir ne se développe vraiment qu'à l'automne 1940, après la défaite de la France, et la création par le régime de Vichy, entre septembre et décembre 1940, d'un système de ravitaillement et de rationnement généralisé.
La pénurie qui règne alors en France est la conséquence directe de la défaite et de l'exploitation économique de la France par les Allemands après l'armistice du 22 juin 1940. La France doit payer des frais d'occupation exorbitants (presque autant que le budget du pays en 1939) et sans rapport avec la réalité des coûts, fabriquer les billets de la monnaie spéciale avec lesquels les Allemands font leurs achats en France et financer elle-même ses exportations vers l'Allemagne. De plus, l'économie française, coupée du monde et désorganisée, est alors en grande partie à l'arrêt.

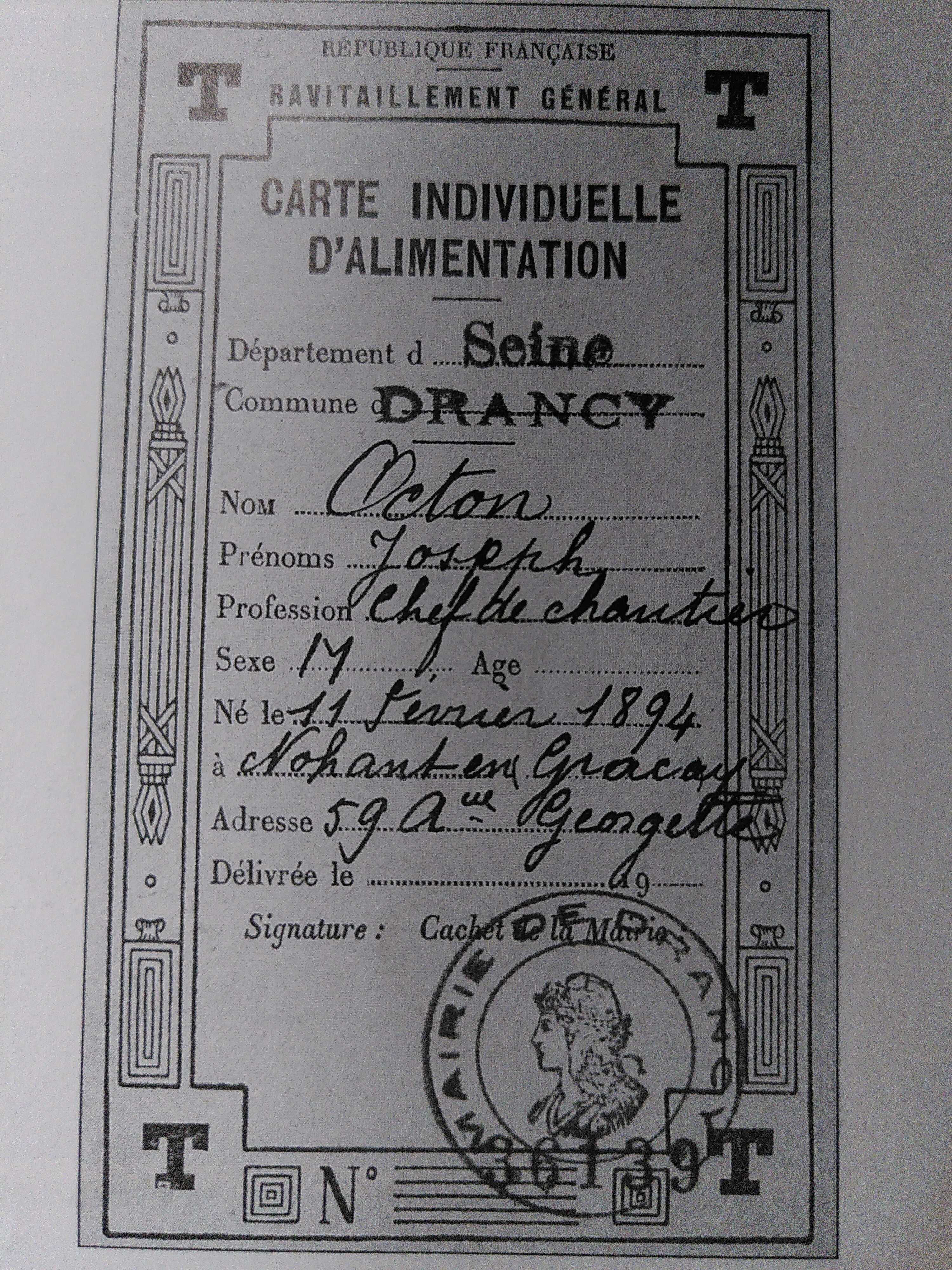
Carte individuelle d'alimentation d'un habitant de Drancy.

À partir du 23 septembre 1940, Vichy crée un système de ravitaillement agricole et une répartition autoritaire des matières premières et des produits industriels, selon une organisation pyramidale et contrôlée. La conséquence pour les consommateurs est le rationnement des denrées, afin de permettre une répartition plus égale et d'empêcher une trop forte sélection par l'argent.
Les Français sont classés en huit catégories : E (enfants jusqu'à 3 ans), J1 (de 3 à 6 ans), J2 (de 7 à 13 ans), J3 (de 13 à 21 ans), A (de 21 à 70 ans), V (plus de 70 ans), T (travailleurs) et C (cultivateurs),,. Au moment de l'achat, ils doivent remettre des tickets correspondant à la quantité autorisée. Dès l'automne-hiver 1940-1941, le pain, le sucre, le lait, le beurre, le fromage, l'huile, la viande, le café, les œufs sont rationnés,, ainsi que le charbon. En 1941, le rationnement s'étend au chocolat, aux fruits et légumes, aux chaussures, aux matières textiles,, et au tabac, les non-fumeurs alimentant le marché noir.

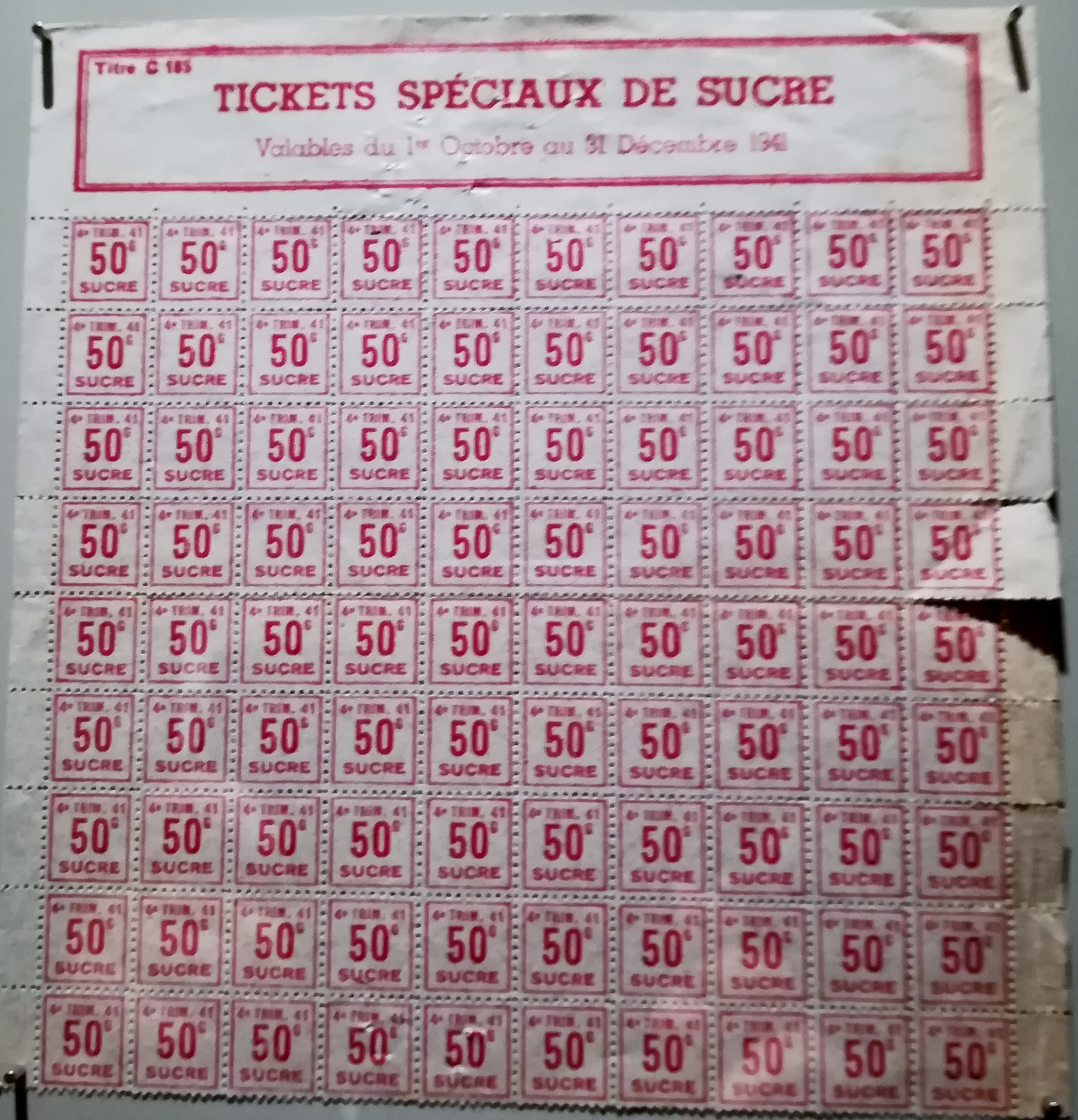
Tickets de sucre (1941). Musée de la Résistance en Bretagne.

Les rations imposées sont très insuffisantes. Pour la catégorie A (les adultes), elles sont de l'ordre de 1 000 calories à 1 500 calories quotidiennes, alors que les besoins d'un homme adulte sont d'environ 2 200 calories. Et souvent, les magasins ne disposent pas des quantités nécessaires pour délivrer ces rations. La population est donc dans l'obligation de compléter par d'autres moyens : la fréquentation de cantines, le jardinage, les achats à la ferme, la réception de colis et le marché noir. Ceux qui n'ont pas accès à ces ressources supplémentaires, comme les internés des hôpitaux psychiatriques, subissent la famine : 45 000 internés dans les hôpitaux psychiatriques français meurent pendant l'Occupation. Dans la petite zone d'occupation italienne en France, à Menton, la situation est moins grave et le rationnement ne commence qu'en juillet 1941.
Autre élément important du système d'économie administrée, par la loi du 21 octobre 1940, le gouvernement de Vichy impose un blocage des prix industriels et une taxation des prix agricoles, pour 80 articles,.

### Naissance du marché noir

#### Détournements au sein des circuits officiels

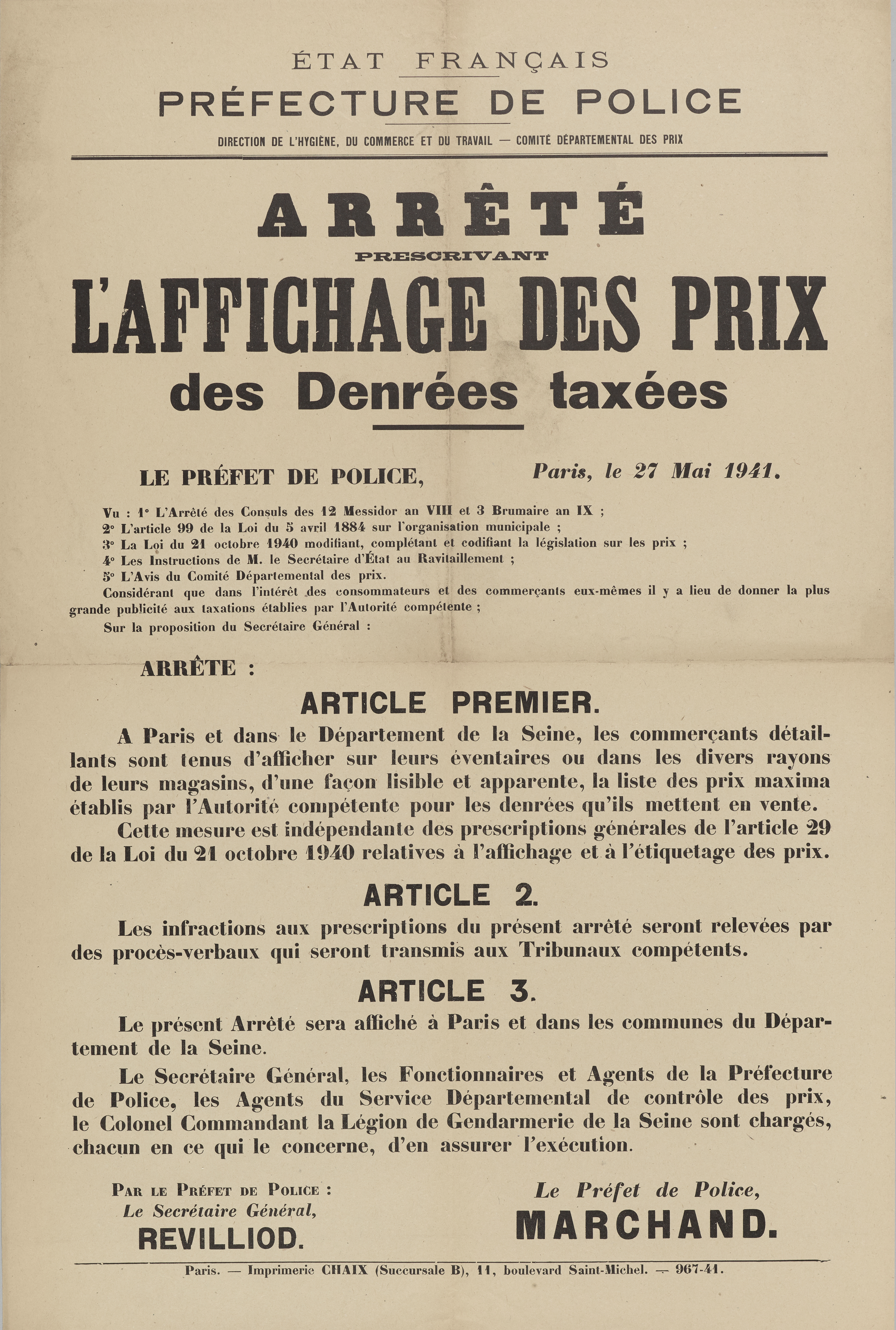
Affiche de la Préfecture de Police de Paris sur l'affichage des prix taxés, mai 1941. Musée Carnavalet.

La création de ce système d'économie administrée s'accompagne dès l'origine de détournements des produits dans les circuits officiels. Les grossistes se jouent des différences géographiques entre les prix imposés. Selon le Contrôle technique : « certains grossistes semblent vouloir spéculer en dirigeant ou en détournant leurs expéditions vers les régions où les prix leur paraissent les plus avantageux ».
Le 19 mai 1941, Vichy impose la taxation des prix des fruits et légumes, jusque-là restés libres. Les négociants de la région parisienne demandent alors par télégramme à leurs fournisseurs provinciaux de réorienter leurs envois vers les régions où les prix sont les plus élevés et Paris se retrouve privé de fruits et de légumes pendant plusieurs jours. Finalement, le pouvoir cède, augmentant les prix parisiens, tandis que l'affaire, ébruitée dans la presse sous le nom d'affaire des télégrammes, émeut l'opinion. Des grossistes font également pression sur les détaillants pour que ceux-ci leur versent des dessous-de-table.

#### Filières clandestines
Le marché noir est également approvisionné par des filières entièrement parallèles aux circuits officiels, dont les sources sont les producteurs eux-mêmes. Parmi les personnes qui s'improvisent petits trafiquants, on trouve beaucoup d'employés ou de retraités de la SNCF, parce qu'ils bénéficient de la gratuité du transport. Par exemple, sur 51 procès-verbaux dressés en février 1941 dans la région de Rodez, 41 concernent des cheminots. Les gendarmes d'Ille-et-Vilaine constatent en avril 1941 que « certains jours de marché les wagons de voyageurs sont tellement bondés par les employés et leurs colis qu'il est impossible à un voyageur, voire même [sic] un contrôleur, de parcourir une partie du wagon ».
Les transports, alors que règne la pénurie de carburant et de pneus, deviennent vite un secteur clé du marché noir, qui permet d'engranger de solides bénéfices. Se développent ainsi le trafic de pétrole ou des flux clandestins sur les voies navigables, comme au port d'Ouroux-sur-Saône en Saône-et-Loire en août 1941 ou sur le canal du Midi en octobre 1941.
Des bandes plus importantes s'organisent en véritables entreprises clandestines qui brassent des millions de francs. Ainsi, la comptabilité occulte de la société parisienne de Pierre G., officiellement « marchand à l'étalage de gâteaux secs et de bonbons », montre un chiffre d'affaires de 30 millions de francs entre novembre 1940 et juin 1941. Les trafiquants choisissent avec soin leurs clients et fractionnent les opérations en utilisant des intermédiaires pour réduire les risques.

#### Stocks clandestins
Dès la défaite, de nombreux producteurs et commerçants cachent leurs stocks, notamment de matières premières industrielles,. Dans le département du Tarn, huit mille tonnes de laine et de coton seraient stockées clandestinement pour échapper aux Allemands et alimenteraient ensuite une industrie textile clandestine. Quand, à l'automne 1940, Vichy impose la déclaration des stocks, nombre d'entre eux ne sont pas signalés, ou partiellement seulement, par les entreprises qui les possèdent. Ces stocks, par exemple de bois ou de cuir, alimentent ensuite les filières clandestines du marché noir.

### Les clients du marché noir

#### Français riches

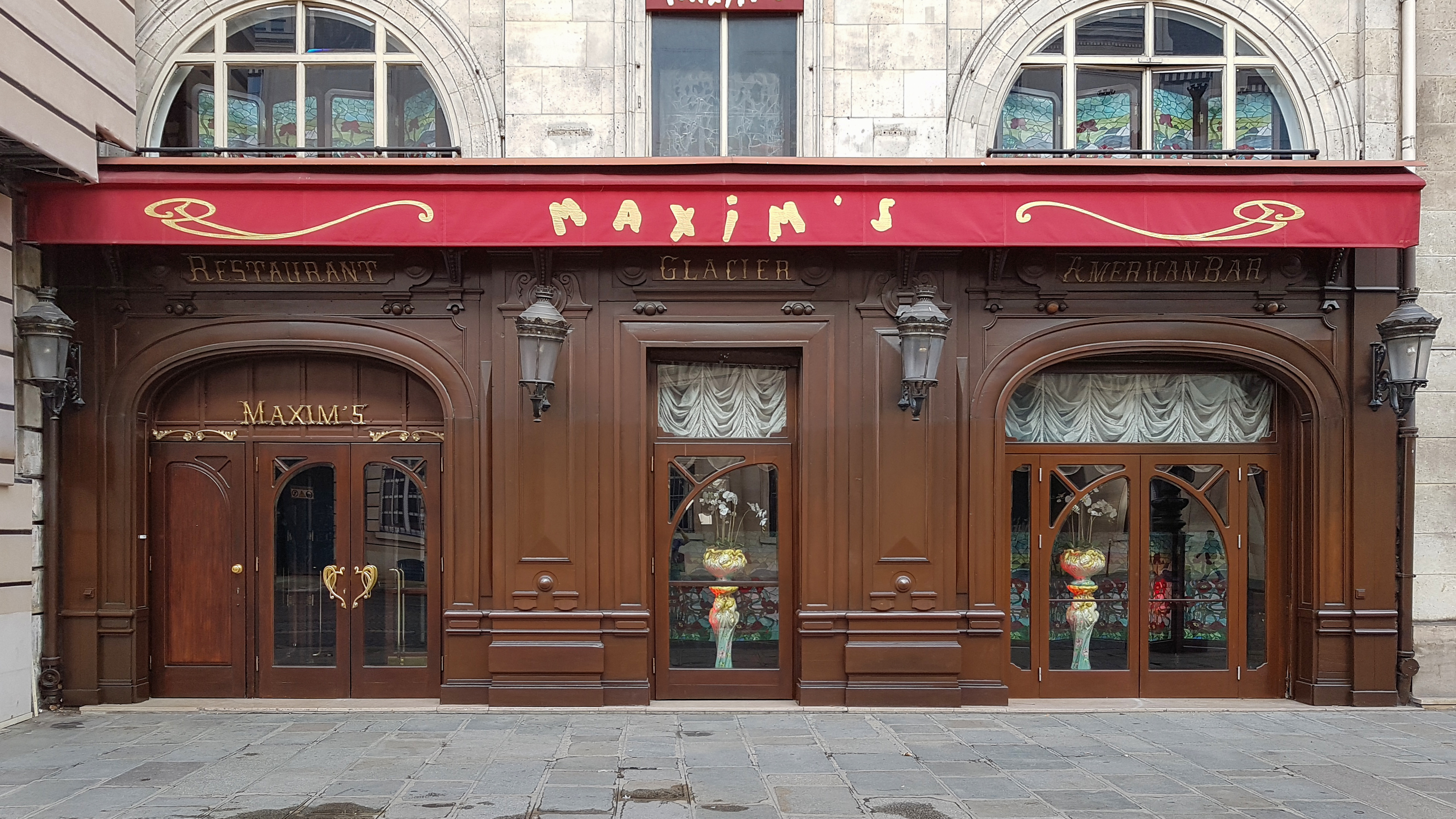
Façade du Maxim's, 2019.

À l'origine, la grande majorité de la population française n'a pas accès au marché noir, les prix étant trop élevés. Ses clients appartiennent aux couches sociales les plus aisées, qui échappent ainsi aux restrictions de la vie quotidienne. Ils habitent dans les parties les plus riches du pays, à Paris et dans les villes touristiques privilégiées comme Deauville, Nice ou Megève. Ils achètent des denrées alimentaires mais aussi des vêtements, du charbon et de l'essence.
Ces clients fréquentent des restaurants qui se fournissent au marché noir et servent bien plus de plats que la limite permise par les tickets, allant bien au-delà des menus officiellement affichés. En avril 1941, un policier signale dans son rapport que les établissements parisiens le Lido et le Fouquet's s'approvisionnent auprès d'une filière clandestine. Des restaurateurs se déplacent à la campagne pour y effectuer directement des achats. Les restaurants de luxe sont d'abord protégés dans les faits parce qu'ils ont parmi leurs clients des Allemands, avant qu'un accord entre Vichy et l'occupant officialise à l'été 1941 le droit pour une dizaine de restaurants parisiens de luxe (dont Maxim's, qui reçoit beaucoup d'Allemands comme Goering lui-même, La Tour d'Argent, le Fouquet's, le Carlton, le Drouant-Gaillon, le Lapérouse, fréquenté par des hommes de presse comme Jean Luchaire) de ne pas obéir aux règles,.

#### Forces d'occupation
Les occupants allemands sont des clients très importants du marché noir. Individuellement, les occupants, soldats et civils, font de nombreux achats, bénéficiant d'un taux de change monétaire arbitrairement avantageux. Ce vidage des magasins d'alimentation, de vêtements et de chaussures accentue nettement la pénurie et les Français surnomment vite les soldats allemands les « doryphores ».
Les unités militaires allemandes organisent elles-mêmes des achats de produits alimentaires (porc, volaille, œufs…) dans les fermes, en grande quantité et sans s'occuper de la règlementation. Ces achats sont particulièrement nombreux pendant la conquête de la France au printemps 1940, la rapidité de l'offensive rendant difficile l'approvisionnement des troupes. La Normandie et la Bretagne souffrent particulièrement de ce ravitaillement militaire allemand sur le pays occupé.

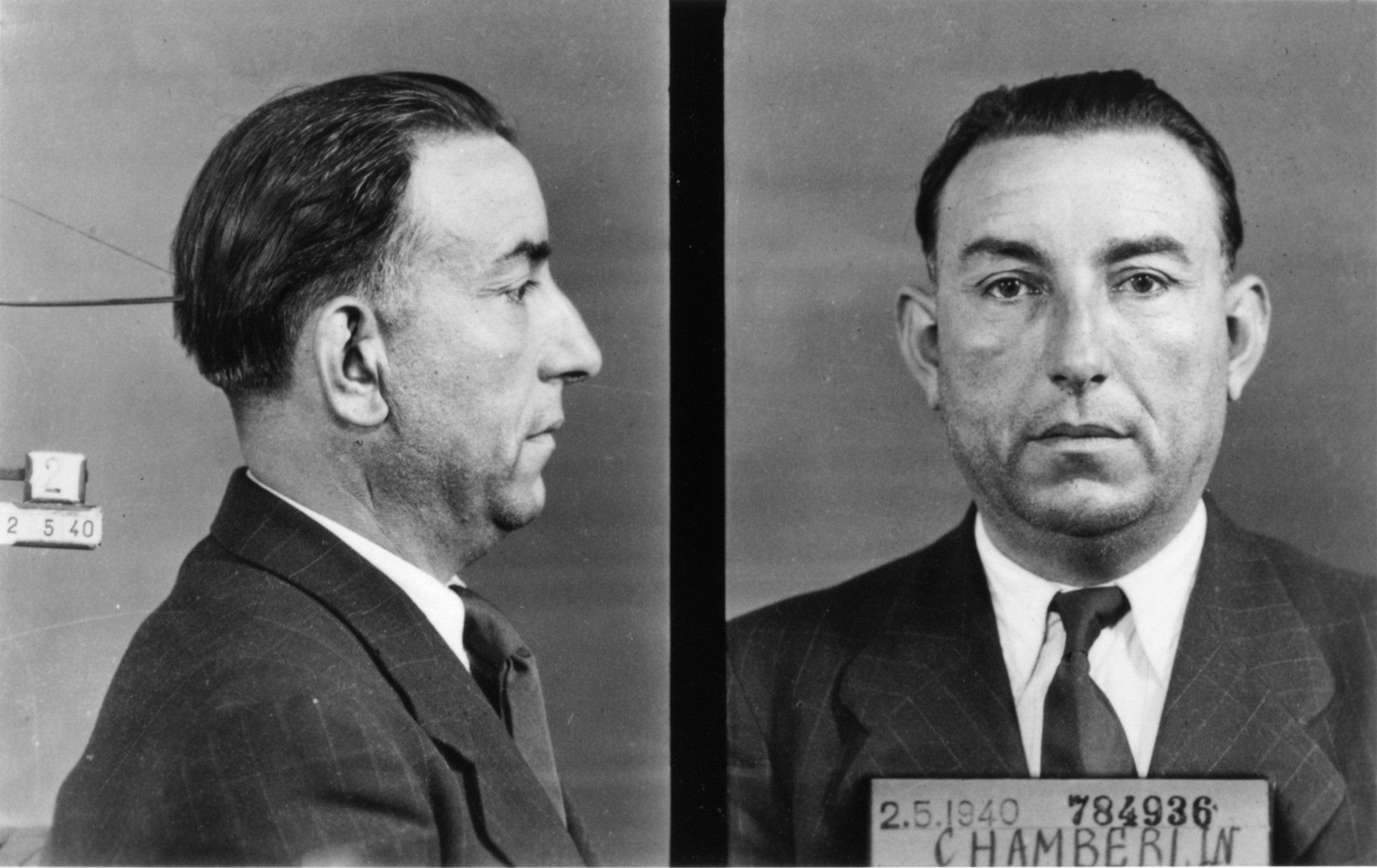
Photographies d'identité judiciaire d'Henri Chamberlin, dit Henri Lafont, 2 mai 1940.

Sans plan préétabli ni coordination, les différentes officines de l'occupant se servent des réseaux du marché noir pour mettre la main sur les stocks clandestins de matières premières. Le plus connu de ces bureaux d'achat est le bureau Otto, créé à l'automne 1940 par un officier de l'Abwehr, Hermann Brandl, surnommé Otto. Installé dans le XVIe arrondissement avec des entrepôts à Saint-Ouen et à Nanterre, le bureau Otto, qui emploie plus de quatre cent personnes dès le début de l'année 1941, est l'un des plus importants services d'achats, surtout clandestins,,. C'est ainsi qu'environ 15 % des sommes versées par la France à l'Allemagne pendant l'Occupation a servi à financer des achats sur le marché noir.
Pour susciter et capter les flux du marché noir, les occupants emploient des intermédiaires français à qui ils assurent protection et passe-droits. Georges Delfanne, connu sous le pseudonyme de Masuy, Henri Lafont, chef de la bande de la rue Lauriston, qui prend le nom de Gestapo française, ou Frédéric Martin, connu sous le pseudonyme de Rudy von Mérode, en font partie. Les Allemands utilisent également des commerçants déjà installés, opportunistes compétents qui bâtissent des fortunes, comme Joseph Joanovici dans la ferraille ou Michel Szkolnikoff dans les tissus,,,.

### Mythes, délation et fragilisation du régime

#### Abondance cachée, délation et antisémitisme
L'existence du marché noir entretient chez certains l'illusion de l'abondance cachée, de stocks importants ailleurs. Le préfet des Bouches-du-Rhône signale en 1941 : « On raconte que, dans les pays de montagne notamment, la viande, les volailles, les œufs, le lait, le beurre, le fromage, se trouveraient en abondance sur les marchés ». Ainsi, puisqu'une partie de l'opinion croit en des stocks cachés, elle pense que la pénurie provient du marché noir, qui détourne les flux. Le marché noir, alors qu'il est une conséquence de la pénurie, est vu comme une cause.
Le marché noir amène son lot de délation, encouragée par les autorités de Vichy. Pendant l'Occupation, les Français ont envoyé entre trois et cinq millions de lettres de délation. Celles qui concernent le marché noir visent en particulier trois cibles : les commerçants, les paysans et les juifs. Ces lettres, très souvent d'un niveau orthographique faible, semblent émaner de ceux qui souffrent le plus de la pénurie et sont également les occasions de règlements de comptes.

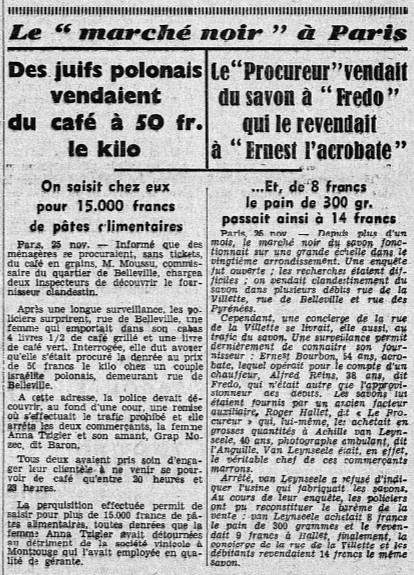
Marché noir et antisémitisme à Paris, articles dans Le Petit Journal, 26 novembre 1940. Bibliothèque nationale de France.

Dans les villes, les commerçants sont systématiquement soupçonnés dès qu'ils doivent fermer boutique faute de marchandise. Ils sont accusés de détourner les produits pour les vendre plus cher au marché noir, alors que leurs difficultés pour s'approvisionner sont réelles. Aux yeux des ménagères, qui passent des heures dans les files d'attente pour finalement obtenir des quantités insuffisantes, le détaillant devient une sorte de « tyran local », comme le note le préfet de la Seine en mai 1942. Au cours de l'année 1941, se développe également dans l'opinion publique le thème du « paysan profiteur », qui suscite l'hostilité dans les villes.
La propagande officielle de Vichy rend les juifs responsables du marché noir. Xavier Vallat, responsable du commissariat général aux questions juives utilise ce prétexte pour justifier le second statut des Juifs le 2 juin 1941. Cette propagande manie les ressorts complotistes de l'antisémitisme déjà développé en France avant l'Occupation. Elle rencontre un écho populaire, qui dénonce les juifs comme des étrangers accapareurs, « vivant dans une opulence qui fait scandale ».
Cet antisémitisme populaire rendant les juifs responsables du marché noir semble assez circonscrit dans le temps et dans l'espace. Il concerne surtout les campagnes de la zone libre en 1940-1941 et de façon plus générale les lieux où les réfugiés riches sont nombreux, comme le littoral varois,. Il fait partie d'une peur générale de l'étranger, basée sur la rumeur, en temps de pénurie. Les réfugiés en général, pas seulement les juifs, sont ainsi visés par une partie de l'opinion. Cependant, du fait de la législation qui les discrimine, leur interdit certaines professions et les prive de revenus, les juifs sont plus souvent que d'autres réduits à utiliser le marché noir.

#### Fragilisation du régime de Vichy

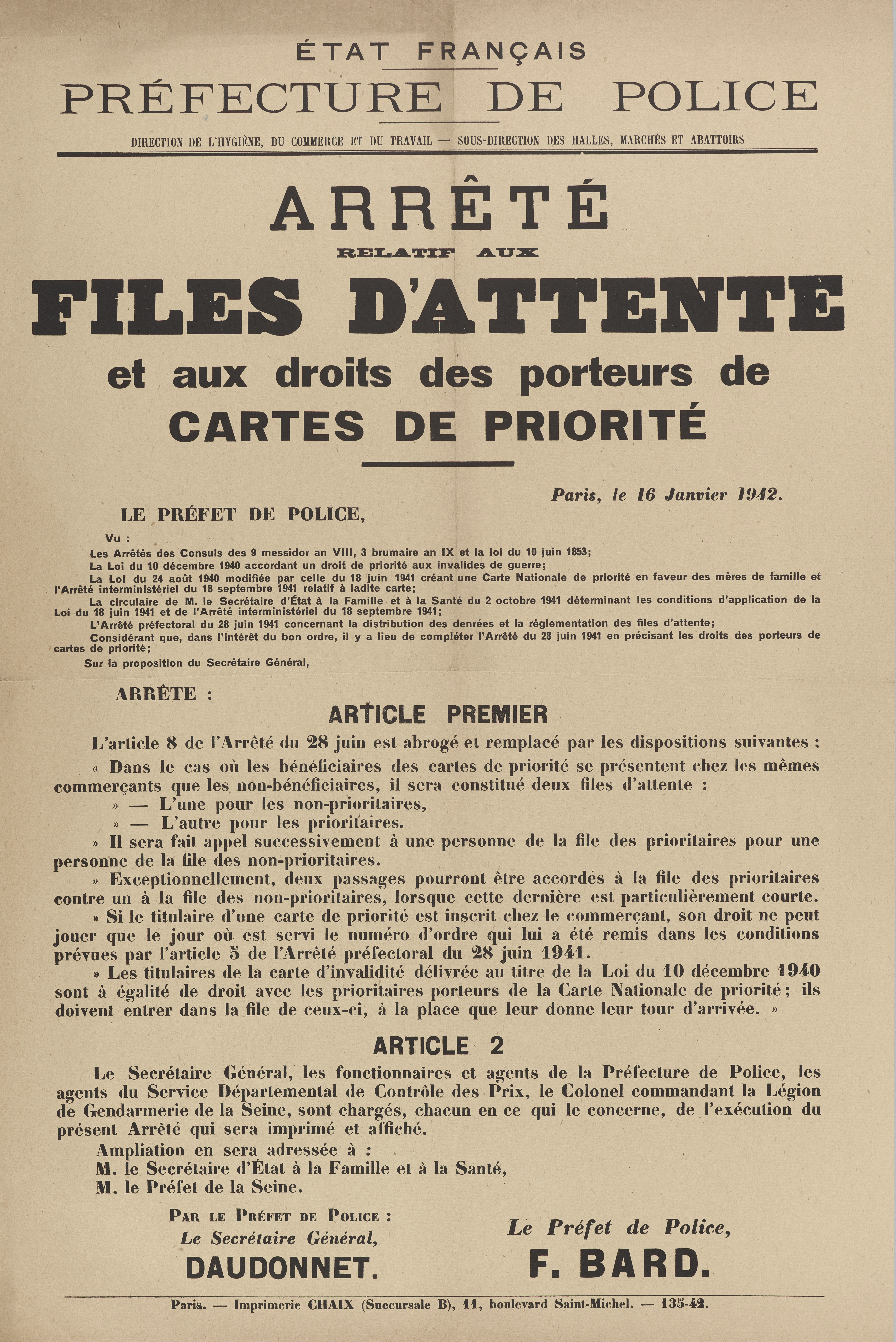
Affiche de la Préfecture de Police de Paris : arrêté du 16 janvier 1942 règlementant les files d'attente. Musée Carnavalet.

Les difficultés de la vie quotidienne, l'inefficacité du ravitaillement et le développement du marché noir ont des conséquences négatives pour l'État français. Ils conduisent une partie croissante de l'opinion publique à se détacher du régime à partir de 1941. Dans le courrier échangé entre les Français, les plaintes relatives aux difficultés à se nourrir et à s'habiller sont très nombreuses.

Carte des manifestations de ménagères (1940-1942).

Face aux restrictions, les femmes sont en première ligne. Des manifestations dites « de ménagères », contre les difficultés du ravitaillement et le marché noir sont organisées à partir de 1941. Elles sont nombreuses de novembre 1940 à juillet 1941 puis de novembre 1941 à septembre 1942, à Paris mais aussi dans le Nord et le Pas-de-Calais, sur tout le littoral méditerranéen des Pyrénées-Orientales aux Alpes-Maritimes, dans le Doubs, le Calvados, le Morbihan. Mobilisant majoritairement des femmes, elles sont souvent relativement spontanées et ont des objectifs immédiats,,,.
À Dunkerque, par exemple, selon le commissaire divisionnaire :

« le 17 avril 1941, vers 10 heures, 200 femmes environ […] se sont rendues devant la mairie de Dunkerque et ont réclamé […] la délivrance de cartes de pain supplémentaires. Éconduites, elles se sont rendues à la sous-préfecture, des abords de laquelle elles ont été refoulées par le service d’ordre […]. Les manifestantes sont ensuite revenues par petits groupes vers la mairie de Dunkerque […]. Rassemblées au nombre d’une centaine environ devant la mairie, elles ont réclamé des cartes de pain, des pommes de terre et des légumes secs. Dans l’après-midi, les manifestantes se sont de nouveau réunies devant la mairie et rendues à la sous-préfecture. »

Dans le département du Nord, ces manifestations sont soutenues ou suscitées par la résistance communiste. Plus généralement, composées essentiellement de femmes qui défient des hommes représentant l'autorité, elles sont une forme de résistance spécifiquement féminine, qui prolonge un quotidien difficile et rend visibles les femmes. Ces manifestations affaiblissent le régime de Vichy et participent de la rupture progressive entre le régime et la population,.

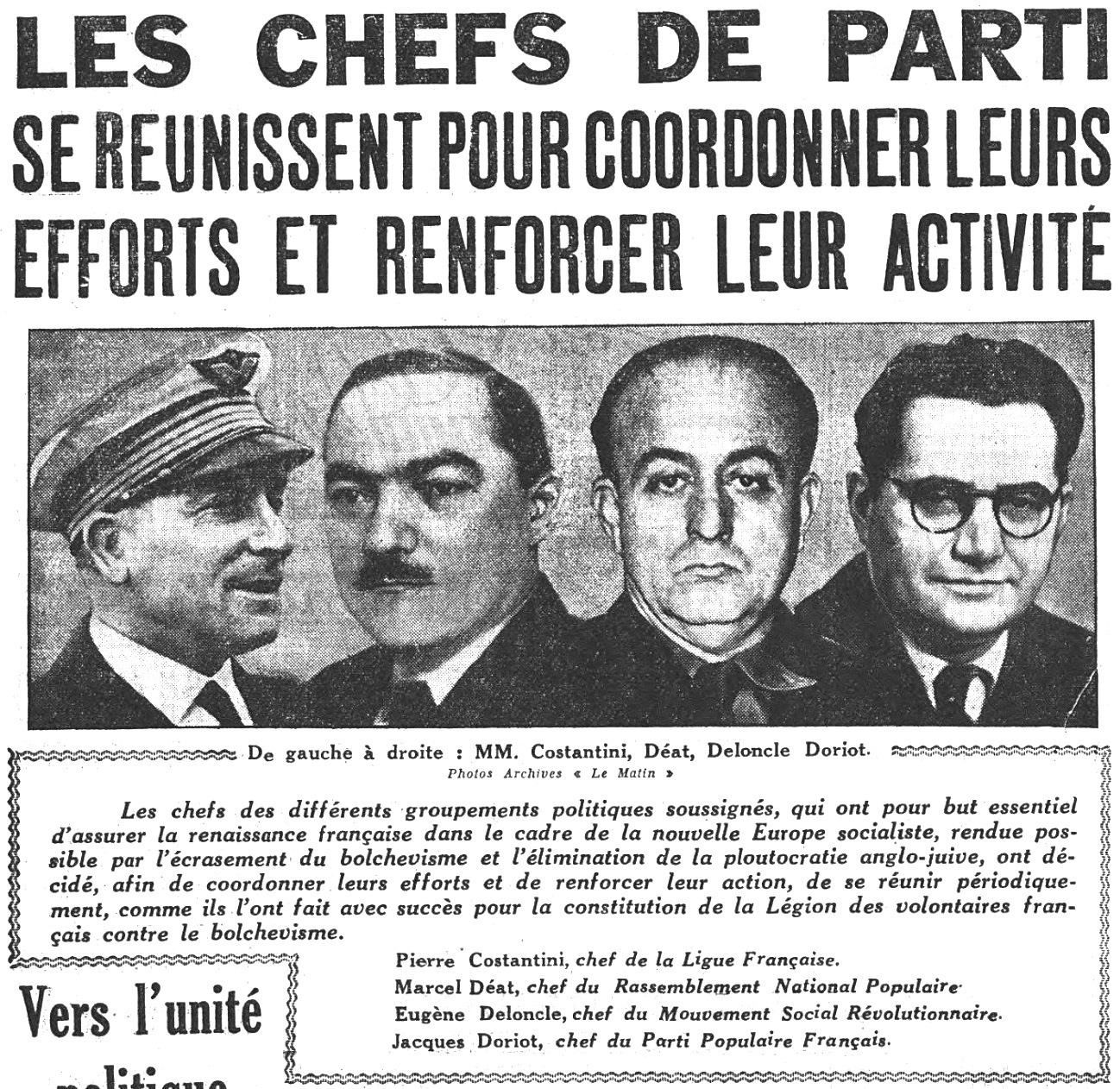
Les chefs des principaux partis collaborationnistes en 1941. De gauche à droite : Costantini (Ligue française), Déat (RNP), Deloncle (MSR) et Doriot (PPF). Le Matin, 10 octobre 1941. Bibliothèque nationale de France.

Pour une partie de l'opinion publique, le marché noir se développe parce que l'administration n'est pas assez efficace et trop timorée dans sa répression. Son existence même paraît être une trahison des promesses de Pétain. Le marché noir, favorisant les plus riches, souligne les inégalités sociales. Ce ressentiment est nourri par l'important scandale causé par l'« affaire des popotes ». De mars à septembre 1941, de nombreux trafiquants, circulant en camionnette pour acheter directement des produits alimentaires chez les paysans, sont verbalisés dans le département de l'Allier. Ce sont en fait des intermédiaires qui achètent pour alimenter les cuisines (popotes) de ministères installés à Vichy. Finalement, ils sont amnistiés par Pétain le 12 août 1942.
Le marché noir est instrumentalisé par les opposants politiques à Vichy. Après le renvoi de Laval le 13 décembre 1940, la presse parisienne collaborationniste contrôlée par l'occupant critique ouvertement le régime de Vichy, lui reprochant les difficultés du ravitaillement et une répression trop faible du marché noir. Les partis collaborationnistes qui se développent en 1941, le Rassemblement national populaire de Marcel Déat et Eugène Deloncle et le PPF de Jacques Doriot, développent les mêmes thèmes. Le Parti communiste dénonce aussi le marché noir, mais il rappelle que la responsabilité n'incombe pas seulement à Vichy mais aussi à l'occupant.

### Répression du marché noir
La répression du marché noir est une préoccupation pour le régime de Vichy. Entre février et novembre 1941, le conseil des ministres de Darlan aborde cette question à une dizaine de reprises. L'enjeu est important, puisque l'existence du marché noir manifeste l'échec de la politique du ravitaillement.

#### Appareil répressif
Un décret du 17 septembre 1940 crée le service de Contrôle des prix, au sein du ministère de l'Économie et des Finances. Ce service construit progressivement une administration qui contrôle tout le territoire, dirigée par Jean de Sailly, inspecteur des finances. Deux brigades d'enquête (une à Paris, une à Vichy) et des brigades départementales et régionales sont créées,,,. Ce service est chargé de vérifier le respect de la taxation des prix et les autres obligations des commerçants,. Le contrôle des prix instauré par Vichy, improvisé, repose sur une triple erreur : l'idée que collaborer avec l'occupant serait bénéfique pour les Français, la croyance que le contrôle des prix permet de juguler l'inflation et enfin la perspective d'une adaptation et d'une acceptation par les Français de la taxation des prix.

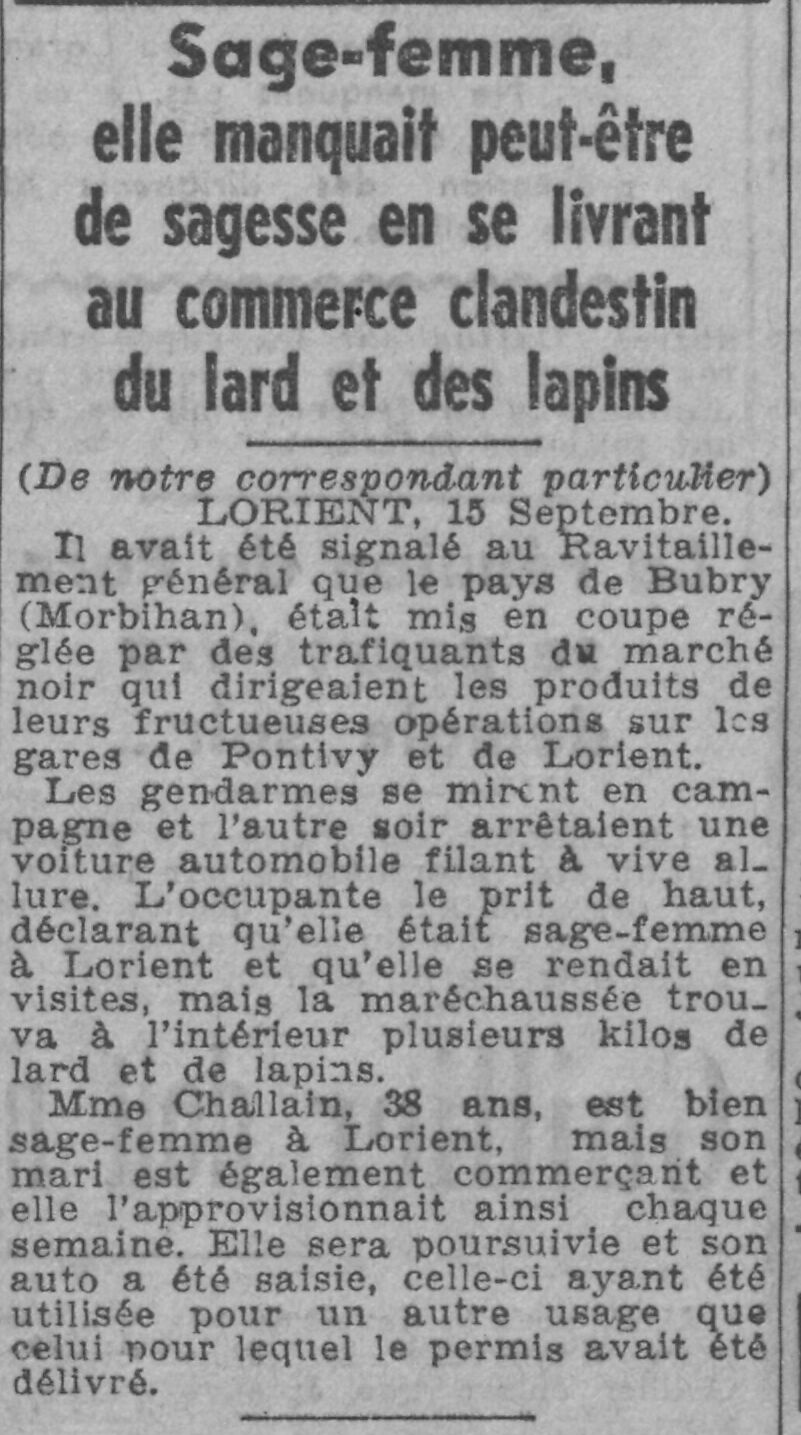
Répression du marché noir par la gendarmerie en Bretagne. Paris-Soir, 16 septembre 1941. Bibliothèque nationale de France.

La loi du 7 décembre 1940 institue des contrôleurs du Ravitaillement, qui vérifient les cartes et tickets d'alimentation, les déclarations de récolte et le transport des produits. La circulaire interministérielle du 26 novembre 1940 donne naissance à la police économique, chargée de lutter contre le marché noir. Ses brigades locales sont généralisées à l'ensemble du territoire en 1942. La police économique enquête plus profondément et longuement que le service du contrôle des prix et les contrôleurs du ravitaillement et effectue des interventions armées,.
La police et la gendarmerie participent aussi à la lutte contre le marché noir, en particulier la gendarmerie, qui couvre tout le territoire. La Légion française des combattants aurait voulu jouer également un rôle, mais l'administration refuse.
Tous ces services se coordonnent peu et le Contrôle des prix joue un rôle central. Il peut transmettre les affaires au parquet ou conclure une transaction avec le contrevenant, ce qui a l'avantage d'une sanction immédiate. C'est ce qu'il fait le plus souvent. Cette procédure administrative ne concerne que les fraudes concernant les prix, tandis que les autres infractions sont transmises au parquet. Les peines prévues sont alors des peines correctionnelles : prison (de deux mois à deux ans), amende (de 16 000 à 100 000 francs) et confiscation des biens,.

#### Durcissement du régime et exemplarité de la répression
Le durcissement que connaît le régime au printemps 1941 concerne également la répression du marché noir, à laquelle il cherche à donner un caractère exemplaire. Le symptôme le plus net de ce raidissement est le discours que Pétain prononce à la radio le 12 août 1941 où il évoque « un vent mauvais » et promet de lutter contre « le scandale des fortunes bâties sur la misère générale ». De ce discours, c'est l'annonce du renforcement de la lutte contre le marché noir qui est la plus marquante pour les Français.
Le ministre de la Justice nouvellement nommé, Joseph Barthélemy, demande par circulaire aux magistrats de punir plus sévèrement les infractions à la législation concernant le ravitaillement et les prix.

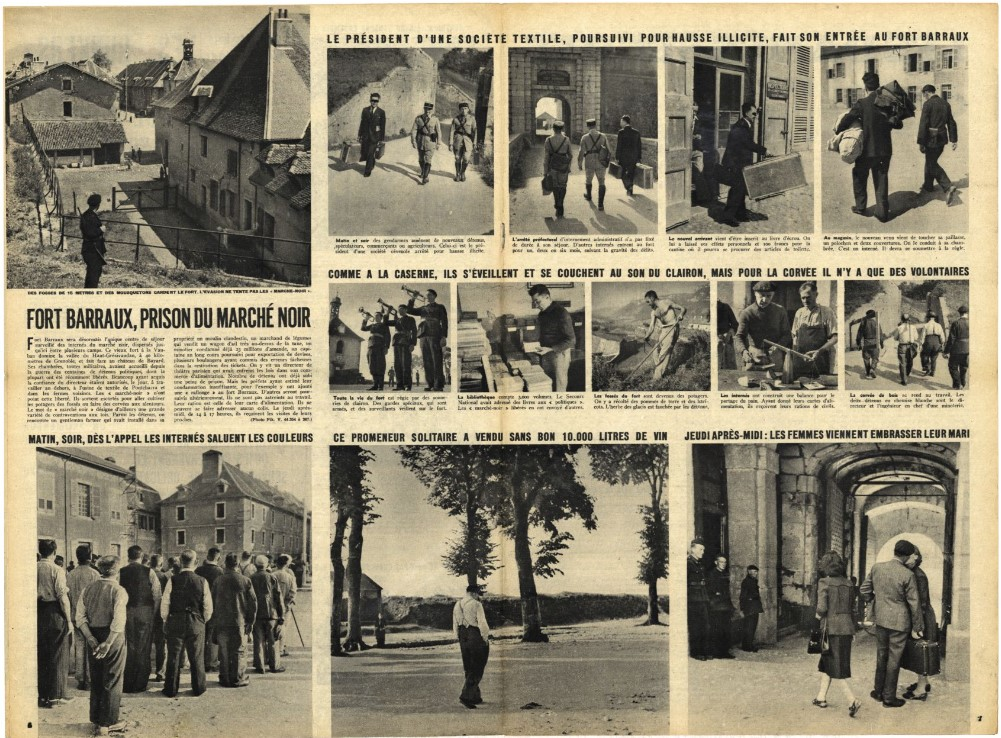
Fort Barraux, prison du marché noir. Reportage paru dans l'hebdomadaire 7 jours, 21 juin 1942. Bibliothèque nationale de France.

Par la loi du 28 juin 1941, Vichy étend les procédures d'internement administratif aux « individus portant atteinte à la politique des prix et du ravitaillement ». L'internement administratif, qui empiète sur le pouvoir judiciaire, permet une sanction immédiate. Au début de l'année 1942, ils sont encore peu nombreux, représentant 1 % des internés. Le camp de Fort Barraux, près de Grenoble, est une exception, avec, en octobre 1942, 31 % de trafiquants du marché noir. Il fait l'objet de reportages dans la presse.
Vichy crée deux juridictions d'exception pour juger les trafiquants les plus importants. Tout d'abord, la Cour criminelle spéciale, instituée par la loi du 22 mars 1941, qui comporte deux sections, une pour la zone occupée siégeant à Paris et l'autre pour la zone non occupée installée à Gannat, mais qui n'existe réellement que de juin à septembre 1941. En effet, la loi du 7 septembre 1941 la remplace par le tribunal d'État, aux attributions plus larges. Il a également deux sections, une à Paris et l'autre à Lyon. D'octobre 1941 à la fin de l'année 1942, la section de Paris prononce, en ce qui concerne le marché noir, deux condamnations à mort, 99 condamnations aux travaux forcés, 45 peines d'emprisonnement et 13 acquittements.

## Généralisation et démocratisation (automne 1941-1943)
La fin de l'année 1941 et le début de 1942 marquent un tournant. L'usage du marché noir se généralise, à la fois pour l'offre et pour la demande. Apparaît une nouvelle expression, celle de « marché gris ». Vichy est alors obligé d'adapter et d'assouplir sa politique répressive.

### Généralisation du marché noir

#### Un marché noir agricole généralisé
À partir de l'automne 1941, les transactions illégales entre agriculteurs et consommateurs augmentent considérablement, tout d'abord parce que les paysans détournent leurs productions de la collecte officielle organisée par le service du Ravitaillement. Le beurre est un bon exemple. Sur l'ensemble du territoire français, sa collecte du premier trimestre 1942 donne un résultat inférieur de 35% à celui du premier trimestre 1941,. En Mayenne, la collecte rapporte en 1943 47 millions de litres de lait et 1,4 million de kilogrammes de beurre alors qu'en 1937 ce département produisait 125 millions de litres de lait et 5,15 millions de kilogrammes de beurre. Dans le département proche du Calvados où le beurre est une production majeure, il se raréfie à cause de la ponction de l'occupant puis disparaît du marché officiel, ne se trouvant plus qu'au marché noir ou au marché gris.

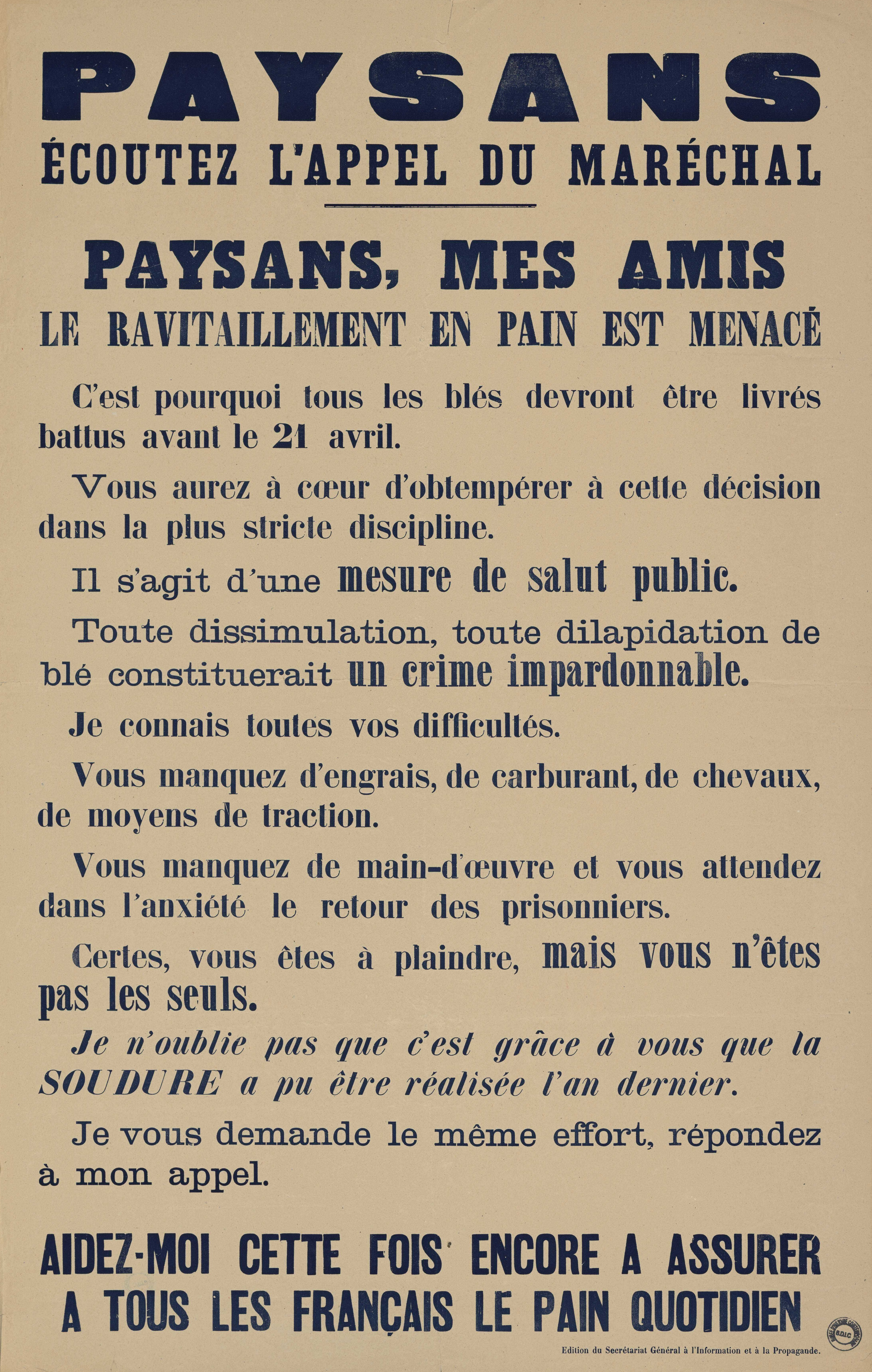
Affiche de Vichy pour inciter les paysans à participer à la collecte officielle du Ravitaillement. La Contemporaine.

En Eure-et-Loir, la collecte de légumes apporte 43 000 quintaux en 1942, alors que les prévisions étaient de 74 000 quintaux. Dans l'Aisne, la moitié des déclarations de cheptel sont sous-évaluées. La commune de Sagy (Saône-et-Loire) fournit avant-guerre 2 000 quintaux de haricots aux grossistes de Louhans. En 1941-1942, cette quantité est officiellement réduite à 108 quintaux, le reste étant vendu au marché noir. Si les agriculteurs sont très réticents devant la collecte, c'est aussi parce qu'ils jugent que ses conditions sont injustes. À Chinon ou à Louhans, des éleveurs contestent l'évaluation des bêtes et soupçonnent de collusion ses responsables et les bouchers.
Il s'agit d'une véritable transgression collective contre les mesures de collecte, parfois décidée en réunion, comme sur la place de certains villages du Cher. Cette mauvaise volonté des paysans constitue parfois un refus de l'occupation, une forme de résistance passive, mais est principalement à relier, surtout en zone non occupée, à un rejet de Vichy. La nomination de Jacques Le Roy Ladurie, ancien leader paysan, comme ministre de l'Agriculture et du Ravitaillement en avril 1942, ne parvient pas à dissiper cette défiance. La taxation des prix est de plus en plus mal acceptée alors qu'augmentent les contraintes administratives du système du ravitaillement, refusées par beaucoup de paysans,.
En contournant les règles, les paysans ne considèrent pas qu'ils trichent, mais simplement qu'ils vendent au meilleur prix, comme bon leur semble, le fruit de leur travail. À leurs yeux, Vichy, par sa règlementation contraignante, renoue avec des pratiques fiscales anciennes de l'État qui cherche à tout contrôler et contre lesquelles ils défendent leur liberté économique. Les campagnes françaises sont en quelque sorte entrées en dissidence.
La vente par les agriculteurs se généralise aussi parce que la demande des consommateurs augmente. Le rationnement est de plus en plus sévère et les rations officielles sont de plus en plus insuffisantes, descendant à 1 100 ou 1 200 calories par jour pour un adulte. Très souvent, la pénurie est telle que les consommateurs ne peuvent acheter les quantités auxquelles ils ont droit. Le recours au marché noir ou au marché gris est alors indispensable.

#### Les filières directes du marché gris

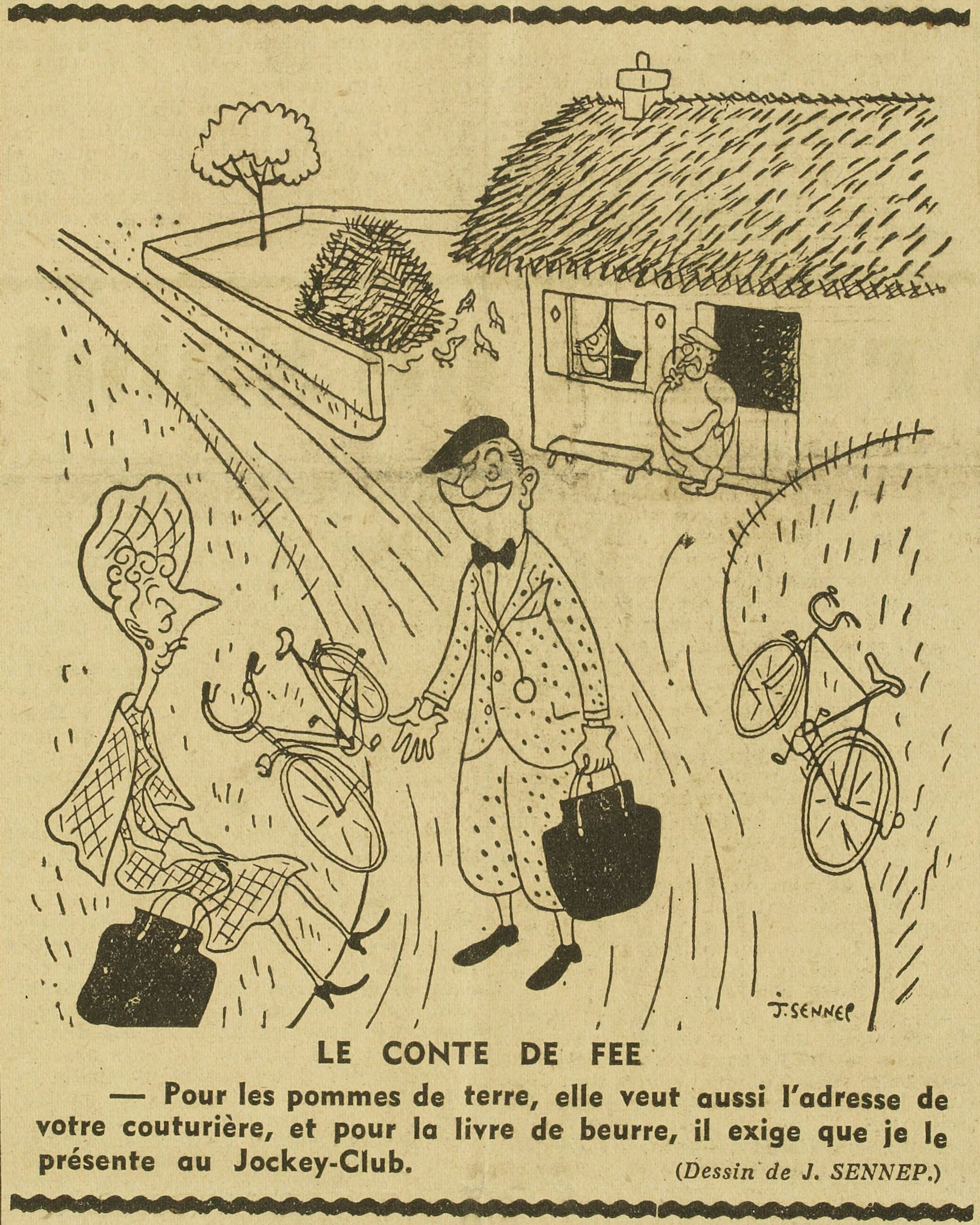
Sennep, dessin contre le marché gris dans l'hebdomadaire Candide, 19 mais 1943. Bibliothèque nationale de France.

À partir de l'été 1941, des citadins se rendent directement à la campagne, souvent à bicyclette, pour s'approvisionner, court-circuitant les intermédiaires. C'est ce que les contemporains appellent le « marché gris ». Comme l'écrit le journaliste Alfred Fabre-Luce dans son journal personnel, « Il vaut mieux acheter à la ferme au prix fort plutôt que d'acheter à un intermédiaire au prix fou ». En août 1941, le préfet du Nord signale « ces milliers de cyclistes se rendant les jours de congé dans les fermes et enlevant, à des prix supérieurs aux taxations, pomme de terre, œufs, légumes, viande… » En novembre 1941, le préfet de l'Ardèche fait état de plus de deux mille cyclistes venus de Valence en une seule journée pour chercher des pommes de terre. Ceux qui ont de la famille ou des relations à la campagne sont évidemment favorisés, tandis que les autres ne sont pas toujours bien accueillis.
Pour aller plus loin qu'à bicyclette et transporter de plus gros volumes, des voyageurs prennent le train le matin avec des valises vides et reviennent le soir très chargés, particulièrement sur les lignes Paris-Rouen, Paris-Chartres, Paris-Orléans, s'arrêtant dans les petites gares. En décembre 1942, la police saisit à Épernay plus de 330 kg de blé, 45 kg d'avoine, 65 kg de seigle, 55 kg d'orge, 72 kg de farine, 27 kg de viande, 45 kg de lentilles. Les fouilles de bagages sont régulières, mais les voyageurs sont trop nombreux pour que les contrôleurs puissent faire ouvrir toutes les valises. Le passage de l'octroi à Paris est particulièrement risqué.
| |  |  |
| Les journaux annoncent la nouvelle règlementation concernant les colis familiaux : à gauche L'Avenir républicain de Ruffec (Charente) en zone occupée, 18 octobre 1941, à droite le Journal de Limoux, de Limoux (Aude) en zone libre, 19 octobre 1941. Bibliothèque nationale de France. |  |  |

L'envoi de colis alimentaires est une autre méthode très utilisée pour créer un lien direct entre producteurs ruraux et consommateurs urbains. En effet, à partir du 13 octobre 1941, Vichy autorise les colis familiaux postés par l'agriculteur lui-même et au poids inférieur à 50 kg. En 1942, plus de 13 millions de colis sont envoyés, pour un poids de 279 000 tonnes. Le colis familial sert rapidement de couverture à des envois qui sont en fait des relations commerciales, comme le relève le préfet de la Creuse. Ces colis familiaux permettent à de nombreux citadins de survivre,.
Par une circulaire du 16 août 1940, l'État français encourage la création de cantines d'entreprises, rares jusque-là. Deux circulaires de décembre 1941 leur donnent un caractère prioritaire dans la répartition de l'alimentation, mais comme elles ne cessent de se développer, elles mettent sur pied des filières parallèles d'approvisionnement direct, parfois gérées par des salariés utilisant une véritable comptabilité occulte. Par exemple, Michelin, à Clermont-Ferrand, constitue des stocks de nourriture pour ses salariés en se livrant au troc, alimentation contre pneumatiques,.
Le troc est de plus en plus pratiqué, par exemple par cette poissonnière d'Agde verbalisée en septembre 1941 pour avoir échangé du poisson contre des pommes de terre, ou par ces ouvriers de Vuillafans dans le Doubs qui troquent avec les paysans des clous de leur usine contre des produits alimentaires. Dunlop, à Montluçon, distribue des pneus, produits rares, à ses ouvriers pour qu'ils puissent les troquer à la campagne contre des denrées alimentaires. Dans le Calvados, une paire de chaussures vaut 20 kg de beurre.
Des calculs ont établi que ces différentes filières directes ont permis d'améliorer la ration quotidienne de base d'environ 400 à 700 calories. Celle-ci étant d'environ 1 100 à 1 200 calories en 1942, cet apport supplémentaire est important, quoique insuffisant pour nourrir correctement la population. Ce constat général ne doit pas masquer la diversité des situations. Alors qu'il est généralisé, l'accès au marché noir ou au marché gris n'est plus l'apanage d'une petite minorité de privilégiés, mais dépend de divers facteurs, comme la fréquentation d'une cantine pour les ouvriers de la grande industrie et surtout le réseau de relations personnelles, plus efficace à la campagne que dans les grandes villes.

#### Généralisation de la fraude dans le commerce et l'industrie
Comme dans l'agriculture, le marché noir devient courant dans tous les secteurs du commerce et de l'industrie à partir de la seconde moitié de l'année 1941. Les restrictions sont telles que les entreprises ne peuvent plus fonctionner en restant dans le cadre légal, sauf celles qui produisent pour l'occupant et qui bénéficient de ce fait de matières premières.
Les trafics de matières premières prennent de plus en plus d'ampleur. Des entreprises surévaluent leur production afin de bénéficier de plus de matières premières lors de la répartition officielle. Ces surplus alimentent ensuite différentes transactions clandestines. Ayant acquis ces matières premières au prix fort, les entreprises vendent une part de leur production à un prix supérieur à la taxation officielle. Il devient courant de demander à l'acheteur une « soulte », c'est-à-dire une somme correspondant à la différence entre le prix de la taxe, inscrit dans la comptabilité officielle, et celui réellement pratiqué. Cette fraude entraîne l'émission de fausses factures et la tenue d'une double comptabilité. Les entreprises utilisent différents codes secrets, comme ce fabricant horloger du Doubs dont la couleur de l'étiquette indique à l'acheteur le facteur multiplicatif (quatre, cinq, six ou sept) du prix officiel pour arriver au prix réellement demandé,.

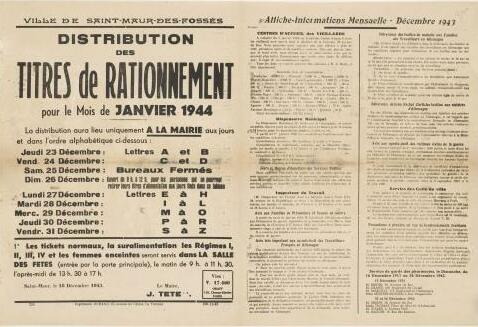
Affiche de Saint-Maur-des-Fossés annonçant la distribution des titres de rationnement pour janvier 1944 (18 décembre 1943). Musée de La Libération de Paris.

Les industries les plus touchées par la pratique généralisée de la soulte sont des industries locales ou régionales spécialisées, qui produisent des biens de consommation courante très demandés. Les débouchés sont assurés, malgré des prix élevés : la coutellerie, l'industrie du cuir, l'industrie du bois et le textile,.
Dès 1940, des filières clandestines se structurent autour du vol de tickets de rationnement ou de la fabrication de faux tickets, ce qui nécessite du papier et des professionnels de l'imprimerie. Ces fraudes se développent. À Lille, en 1942, une imprimerie se fait voler six mille planches de tickets de pain par ses employés. Un procès tenu devant le Tribunal d'État de Paris en mars 1942 concerne 260 000 planches de faux tickets, qui auraient pu permettre d'acheter 3 millions de kilogrammes de pain. Ces faux documents sont souvent fabriqués par les vraies imprimeries, ce qui facilite la répression policière. Des centres de distribution de cartes, souvent installés dans les mairies, sont parfois dévalisés.

### Tolérance tacite des petits trafics
La généralisation du marché noir en 1941-1942 s'accompagne d'une évolution de ses représentations. Si l'opinion publique continue à condamner le marché noir à grande échelle qui permet de construire des fortunes, elle admet les petits accommodements quotidiens qui permettent de survivre et, de ce fait, ne tolère plus leur répression.

#### Une pratique qui n'est plus immorale
Jusqu'à la loi du 15 mars 1942, le régime ne distingue pas marché noir et marché gris et le ravitaillement familial reste condamné. Par exemple, un agriculteur de Creuzier-le-Neuf est condamné à une amende en avril 1941 par le tribunal de Cusset pour avoir donné 13 livres de beurre à des amis.

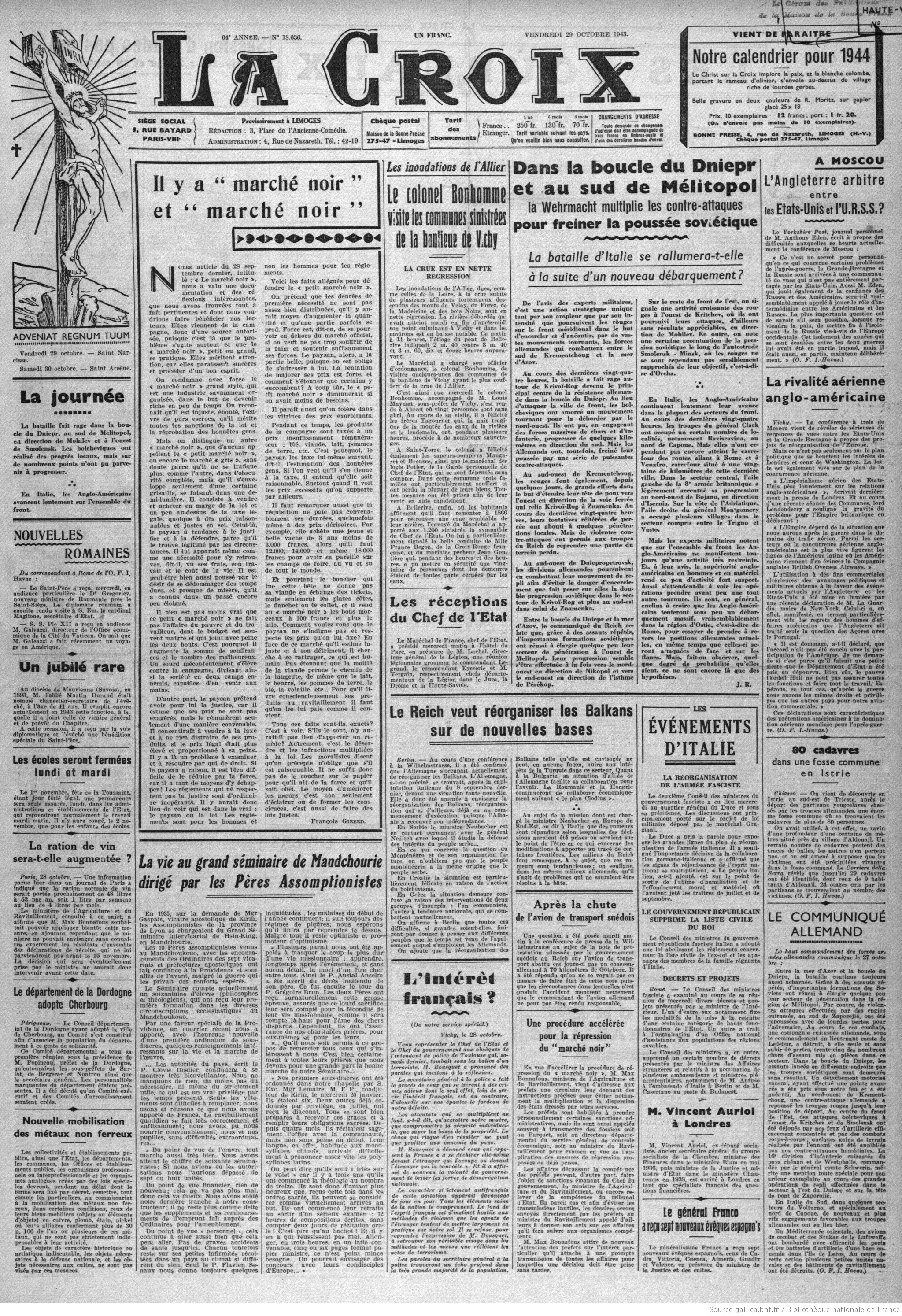
Une du journal La Croix du 29 octobre 1943. L'éditorial distingue le marché noir du marché gris pratiqué par les paysans et en explique les raisons. Bibliothèque nationale de France.

Toutefois, la fraude est de plus en plus légitimée. Les fédérations professionnelles du commerce, de l'épicerie et de l'artisanat ne réprouvent pas les petites infractions, jugées nécessaires face aux difficultés d'approvisionnement et à la faiblesse des marges. Seul le marché noir à grande échelle des grossistes reste condamné. Cette attitude contient une critique implicite de la politique de répartition menée par le régime de Vichy et un rejeu de la lutte entre les « petits » et les « gros ».
Les producteurs paysans sont aussi défendus. Henri Dorgères, un des dirigeants de la Corporation paysanne, publie dans son journal Le Cri du Sol, édité à Lyon, des lettres de paysans s'estimant injustement condamnés pour marché noir et, à partir de la fin de l'année 1942, envoie à Pétain des rapports minorant l'implication des paysans dans le marché noir.
Le discours de l'Église catholique change au cours de l'année 1941. Alors que le journal La Croix condamne clairement toutes les formes de marché noir jusqu'à l'été 1941, l'évêque d'Arras Henri-Édouard Dutoit, soutien affirmé du régime de Vichy, répond aux prêtres de son diocèse en octobre 1941 : « Lorsque le producteur a fourni au prix légal la quantité de denrées prélevées obligatoirement sur ses produits, il nous semble qu'il n'est pas contraire à la loi de demander un prix un peu supérieur pour l'excédent dont il dispose ». Le 13 décembre 1941, le cardinal Suhard, archevêque de Paris, souligne qu'il faut tolérer « les modestes opérations extralégales par lesquelles on se procure quelques suppléments jugés nécessaires, qui se justifient tout à la fois par leur peu d'importance et par les nécessités de la vie »,. Toutefois, cette mansuétude n'est pas partagée par tous les prélats : l'évêque de Rodez, Charles Challiol, condamne encore nettement le marché noir les 29 et 31 octobre 1941, position qu'il conserve ensuite.

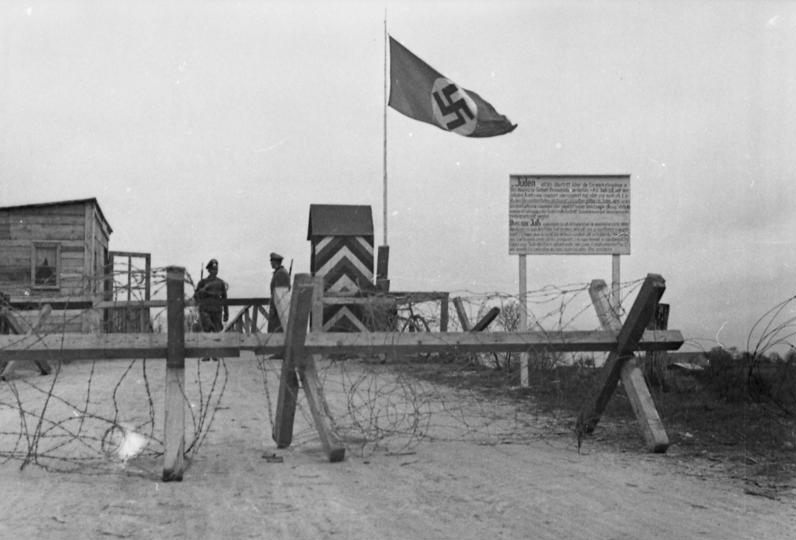
La ligne de démarcation et un poste de contrôle allemand. Archives fédérales allemandes.

Cette légitimation sociale des petits trafics a pour conséquence un refus de plus en plus grand des contrôles et de la répression. La multiplication des barrages routiers dans les départements traversés par la ligne de démarcation (jusqu'à l'invasion de la zone libre par la Wehrmacht le 11 novembre 1942 et la suppression de la ligne), comme le Cher, a surtout pour effet l'arrestation de cyclistes transportant quelques kilos de marchandises achetées à la ferme. Ces contrôles apparaissent de plus en plus insupportables et injustes. À Paris, dans son éditorial du 5 février 1942, Le Temps écrit : « Qu'on laisse donc libres de s'approvisionner quand ils le peuvent et comme ils le peuvent, par leurs propres moyens, les malheureux citadins auxquels le marché des villes n'offre le plus souvent que des ressources insuffisantes. » De façon générale, la presse présente de plus en plus sous un jour défavorable le travail du Contrôle économique.
Les méthodes de contrôle sont de plus en plus remises en cause, notamment celle appelée la « provocation », par laquelle le contrôleur se fait passer pour un client. La population reproche aussi leur corruption aux agents du contrôle. De fait, quelques cas de malversation apparaissent, mais restent rares pour les agents du contrôle des prix, un peu moins pour les agents du contrôle du ravitaillement,,. Leur impopularité rend les contrôles plus difficiles, comme à Vitet près de Bayeux, où, le 28 juillet 1941, deux cents personnes (marins, mareyeurs et commerçants) cherchent à empêcher un contrôle et ne s'apaisent qu'après l'intervention des gendarmes,.

#### Une répression différenciée et réorientée

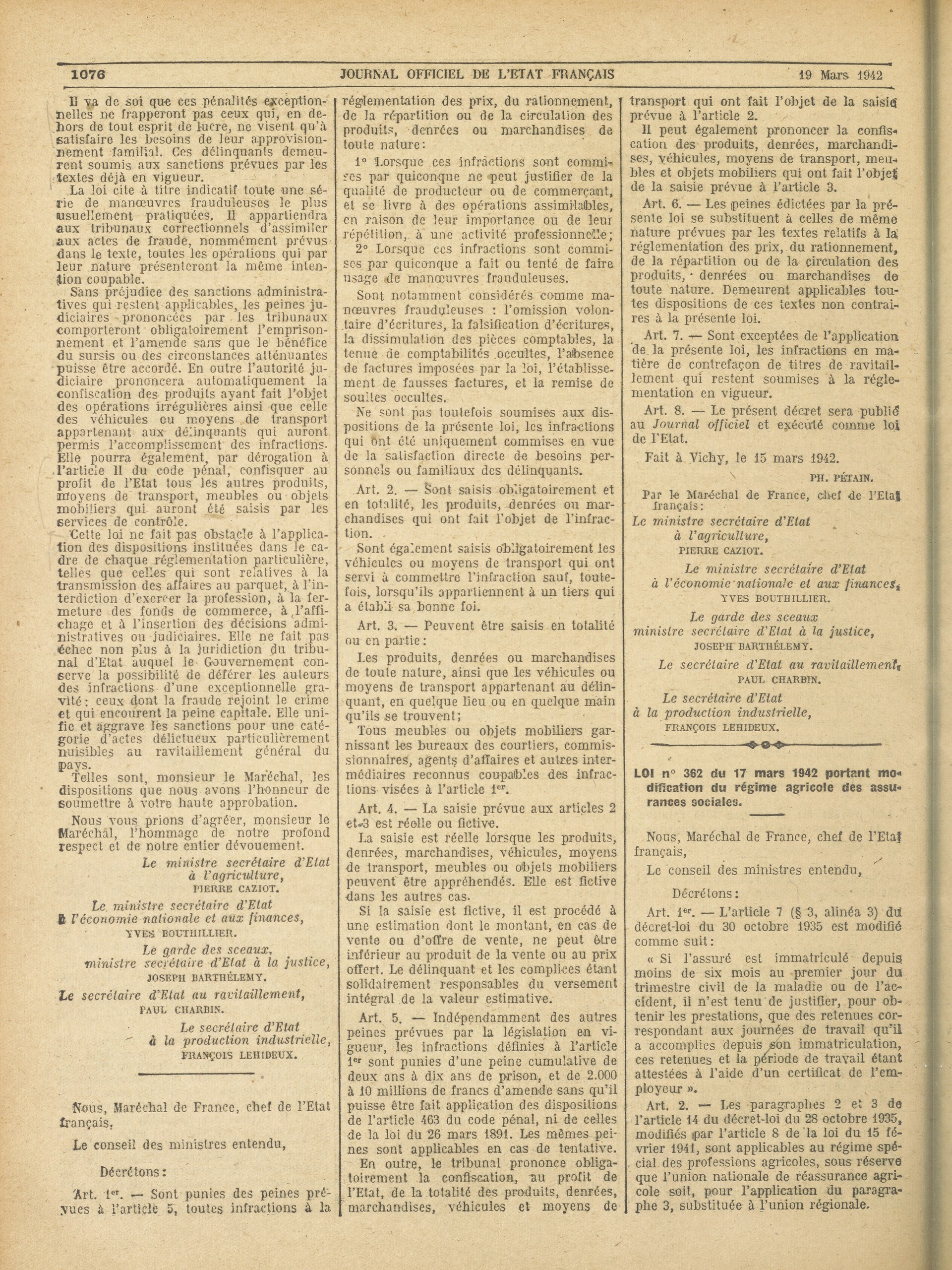
Texte de la loi du 15 mars 1942 tendant à réprimer le marché noir, Journal officiel de la République française, 19 mars 1942. Bibliothèque nationale de France.

Par la loi du 15 mars 1942 « tendant à réprimer le marché noir », Vichy choisit de moins réprimer les petites infractions et de se concentrer sur la répression des trafics importants, afin de ne pas s'aliéner l'opinion. Cette loi est préparée par une série de conférences interministérielles organisées par Darlan, chef du gouvernement,. En août 1941, un fait divers vient démontrer la nécessité d'être moins sévère. Une agricultrice, condamnée par le tribunal correctionnel de Charolles pour avoir vendu du beurre sans ticket à un prix légèrement supérieur à la taxe, se suicide, ne supportant pas la honte. Cette histoire émeut fortement la population en Saône-et-Loire et suscite une correspondance active entre ministres.

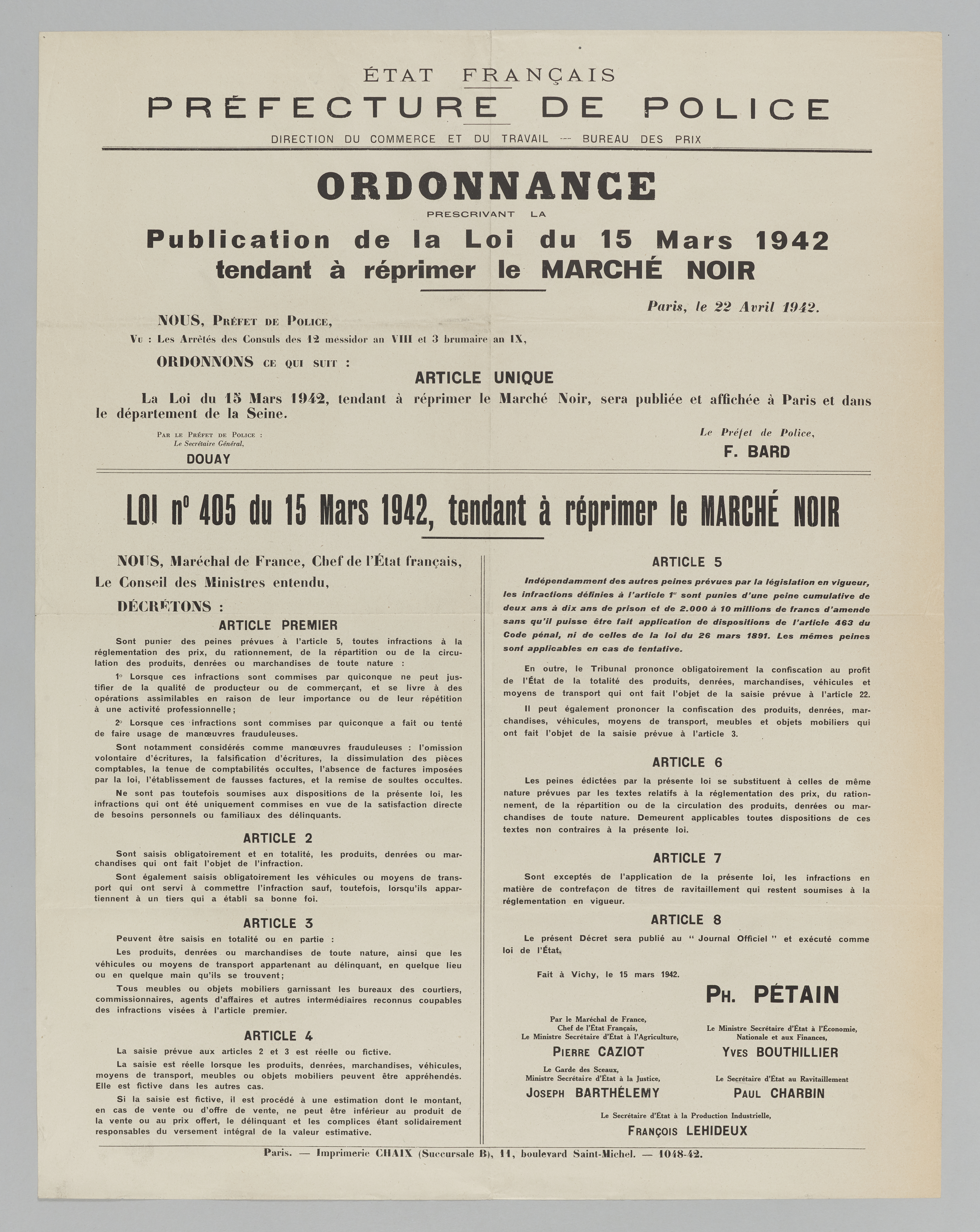
Affiche de la préfecture de police de Paris publiant la loi du 15 mars 1942 tendant à réprimer le marché noir. Musée Carnavalet, Paris.

La loi du 15 mars 1942 établit une hiérarchie entre le marché noir intentionnel et lucratif d'un côté et les petites infractions de ravitaillement destinées à survivre de l'autre. Elle renforce les sanctions pour le premier et mais pas pour les secondes. Ainsi, ne sont pas concernés « ceux qui, en dehors de tout esprit de lucre, ne visent qu'à satisfaire les besoins de leur approvisionnement familial. ». Cette loi établit trois niveaux de sanctions judiciaires. Les infractions du marché gris restent sanctionnables, mais en vertu des textes antérieurs et donc à un niveau moindre. Les commerçants fraudeurs ou les particuliers se livrant au commerce sans autorisation sont punis beaucoup plus sévèrement, de deux à dix ans de prison et de peines d'amende de 200 francs à 10 millions de francs. Enfin, les trafics à grande échelle restent sanctionnés par les juridictions d'exception créées par les lois précédentes. Cette nouvelle politique est bien accueillie par l'opinion publique,.

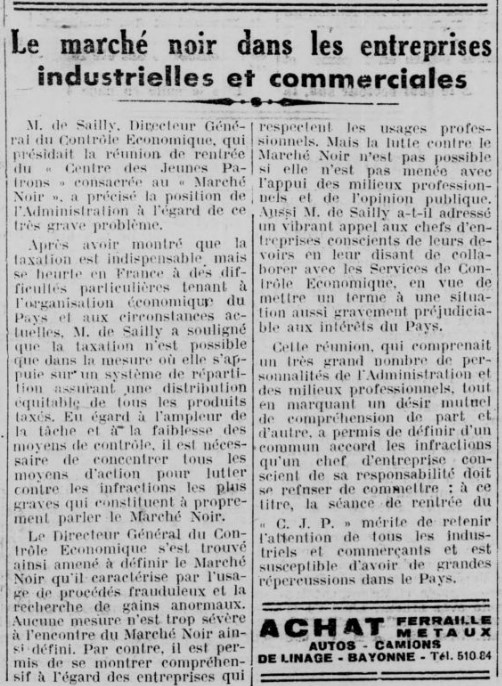
Compte-rendu d'une conférence de Jean de Sailly contre le marché noir, Gazette de Bayonne, de Biarritz et du Pays basque, 30 novembre 1942. Bibliothèque nationale de France.

Après l'adoption de cette loi, le gouvernement réorganise la répression. Le 6 juin 1942, il crée la Direction générale du contrôle économique (DGCE), dont le directeur est Jean de Sailly. Elle dépend du ministère des Finances et succède au service du contrôle des prix. Cette nouvelle direction est compétente pour l'ensemble de la règlementation économique et tous les services doivent appliquer ses directives, même s'ils restent dépendants de ministères différents (Ravitaillement, Intérieur, Industrie). Les effectifs de la DGCE sont en hausse, environ 4 500 personnes à la fin de l'année 1942. Par la loi du 15 octobre 1942, le gouvernement supprime le contrôle mobile du ravitaillement et rattache ses agents à la DGCE, ce qui permet de mener une épuration importante, en licenciant un quart des agents,,,,.
Enfin, la loi du 31 décembre 1942 termine cette réorganisation. Elle institue une centralisation de tous les procès-verbaux dressés pour constater des infractions économiques vers le directeur départemental de la DGCE, qui décide de la suite à donner, administrative ou judiciaire. Ainsi, la procédure administrative précède et concurrence la procédure judiciaire,.
Cette réorganisation correspond à de nouveaux principes, exprimés par Pierre Laval dans une circulaire aux préfets. Les agents cessent de lutter contre les petites infractions et concentrent leur action sur la répression des trafics importants. Les brigades de gendarmes chargés de contrôler les petits marchés doivent « agir en tenue et au grand jour en s'attachant à éviter toute vexation inutile ». Les agents qui répriment la fraude dans l'industrie sont invités par circulaire à comprendre et à prendre en compte les difficultés des entreprises. Pour lutter efficacement contre les trafics importants du marché noir, la DGCE devient un véritable service d'enquête, qui fiche les contrevenants et mène des investigations en profondeur,. Toutefois, dans la pratique, le Contrôle économique continue à se focaliser sur les petits trafics, parce que c'est plus facile et parce que, victime de la pénurie comme les autres services, il manque de moyens, par exemple d'essence.

### Mesurer le marché noir
Les enquêtes menées par la DGCE aboutissent à des statistiques, qui, quoique partielles et assez approximatives, permettent de brosser à grands traits un tableau d'ensemble du marché noir.

#### Une part importante de la production

Utilisations de différentes productions agricoles en 1943.

L'importance du marché noir varie selon les productions. Pour l'agriculture en 1943, le marché noir au sens étroit, c'est-à-dire la vente directe à des trafiquants à des prix élevés, représente de 10 % à 20 % de la production totale. Si on y ajoute le marché gris et les ventes amicales, on obtient entre 20 et presque 50 % du total, selon les productions (presque 50 % pour la volaille, 35 % pour les légumes secs et les œufs, 24 % pour les pommes de terre, 22 % pour le beurre, 20 % pour la viande). Comme les paysans produisent aussi pour leur consommation personnelle et familiale, la part de la collecte officielle du ravitaillement est inférieure à celle des transactions clandestines pour la volaille, les légumes secs et les œufs. Les faibles résultats de la collecte officielle ne sont pas principalement dus au marché noir, mais plutôt à la part importante d'autoconsommation des familles paysannes,.

Répartition des amendes pour marché noir de produits industriels selon le type concerné en 1943.

Dans l'industrie, les infractions du marché noir ne concernent pas tant les productions, qui, pour beaucoup d'entre elles, suivent les filières autorisées, que les conditions du commerce, en particulier la pratique des soultes. On trouve de tout au marché noir, mais celui-ci semble particulièrement développé pour les matières premières comme le bois, le cuir et le papier. Pour ces productions, il semble atteindre la moitié de la production en 1943. Pour les produits fabriqués, les indispensables biens de consommation, comme les chaussures, les vêtements, les vélos, les pneus, la quincaillerie se vendent beaucoup au marché noir. C'est le résultat de la pénurie.

#### Des prix plus élevés que la taxe officielle mais variables
À cause de la clandestinité, le vendeur est très souvent en situation de monopole et le déséquilibre croissant entre l'offre et la demande lui permet d'imposer le prix.

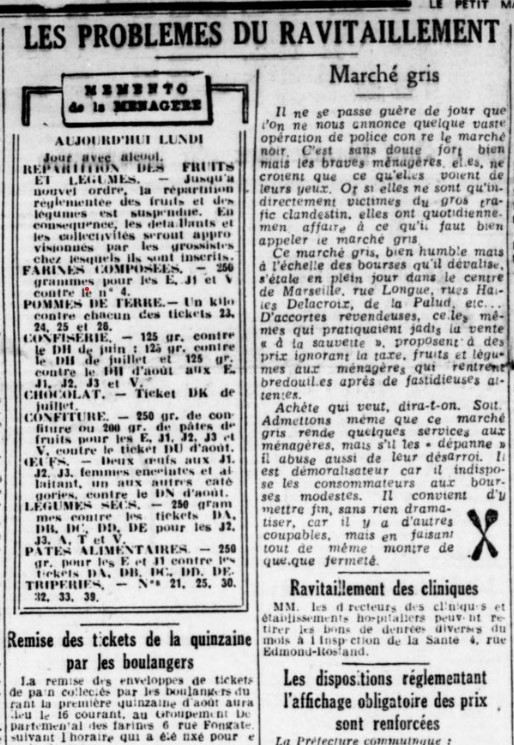
Problèmes du ravitaillement à Marseille, Le Petit Marseillais, 14 août 1943. Bibliothèque nationale de France.

Néanmoins, les prix du marché noir varient considérablement selon le lieu, le moment et les personnes concernées. Quand le vendeur connaît personnellement le client, dans l'agriculture comme dans l'industrie, il le fait profiter d'un prix moins élevé. En situation de pénurie chronique, les saisons influent directement sur les prix, pour les productions agricoles comme le blé vendu plus cher en période de soudure, à la fin du printemps, mais aussi pour les vêtements ou les combustibles, plus chers en plein hiver. Le débarquement allié en Afrique du Nord le 8 novembre 1942 a pour conséquence la raréfaction des importations d'huile, de sucre et de café, dont les prix au marché noir s'envolent. De même, quand les communications sont coupées entre la Normandie et Paris après le débarquement du 6 juin 1944, le prix du beurre augmente beaucoup.
Les prix sont beaucoup plus élevés loin du lieu de production et dans les grandes villes. Ainsi, en décembre 1942, le kilogramme de pommes de terre se vend au marché noir entre 4 et 6 francs à Angers, 10 à 15 francs à Lyon, 25 à 50 francs à Marseille. Le risque lié à l'intensité de la répression fait également augmenter le prix.
En général, les prix des produits agricoles vendus au marché gris ou amical sont de 1,5 à 3 fois les prix officiels. Au marché noir, ce coefficient est plutôt de 3 à 5. Les prix du marché noir agricole augmentent d'abord plus vite que ceux du marché officiel, avant, en 1943 et 1944, de connaître une certaine stagnation, parce que les consommateurs ont de moins en moins les moyens de s'acheter ces produits.
Les prix des produits industriels au marché noir sont bien plus élevés que les prix officiels, selon des rapports variant de 5 et 10 environ. Par exemple, au printemps 1943, dans la région de Montpellier, une paire de chaussures vaut autour de 4 000 francs au marché noir, alors que le prix légal est de 250 à 300 francs et une chemise de travail pour homme se vend 500 francs, pour un prix officiel de 100 à 150 francs.

#### Géographie du marché noir

Carte des amendes pour infractions à la réglementation économique en 1943-1944 (nombre d'amendes pour 1000 consommateurs).
4,5 et plus
de 3,5 à 4,4
de 2,5 à 3,4
de 1,5 à 2,4
moins de 1,5
non connu
- ligne de démarcation

Les statistiques des amendes infligées pour infractions économiques permettent de dessiner quelques traits de la géographie du marché noir. À l'échelle du département, les flux agricoles clandestins sont souvent dirigés vers le chef-lieu. D'un département à l'autre, les filières clandestines organisent des circuits entre territoires de productions complémentaires, industrielles ou agricoles. À l'échelle nationale, les régions productrices sont reliées aux grands villes, comme Paris ou Lyon.
Les régions agricoles de l'Ouest, comme la Bretagne et la Normandie, accessibles à partir de Paris, fournissent la capitale en viande et en produits laitiers, à tel point que les rations dans ces régions sont très réduites. En 1942, la ration de viande dans le Calvados est l'une des plus faibles de France, 90 grammes, alors que, selon le préfet, l'abattage clandestin « se développait dans les étables, les cuisines, les caves, appentis ou garages qui servaient d'abattoirs de fortune ». Les familles modestes sans relations avec des producteurs pâtissent particulièrement de cette situation.
Le Bassin parisien est également une région de marché noir agricole important : céréales de la Beauce et du Vexin, légumes du Val de Loire, viande de Sologne ou du Morvan sont aspirés par les filières clandestines pour alimenter Paris. Les départements agricoles proches de Lyon, comme la Saône-et-Loire ou la Haute-Savoie, et de Marseille, comme l'Ardèche, jouent le même rôle.
La fraude dans l'industrie est, logiquement, particulièrement importante dans les régions où la production de biens de consommation courants est forte. Pour le textile dans l'agglomération de Lille-Roubaix-Tourcoing, la peausserie dans la région de Millau, la bonneterie à Troyes et l'horlogerie en Franche-Comté, les contrôles montrent une proportion d'entreprises en infraction se situant entre la moitié et les deux tiers.

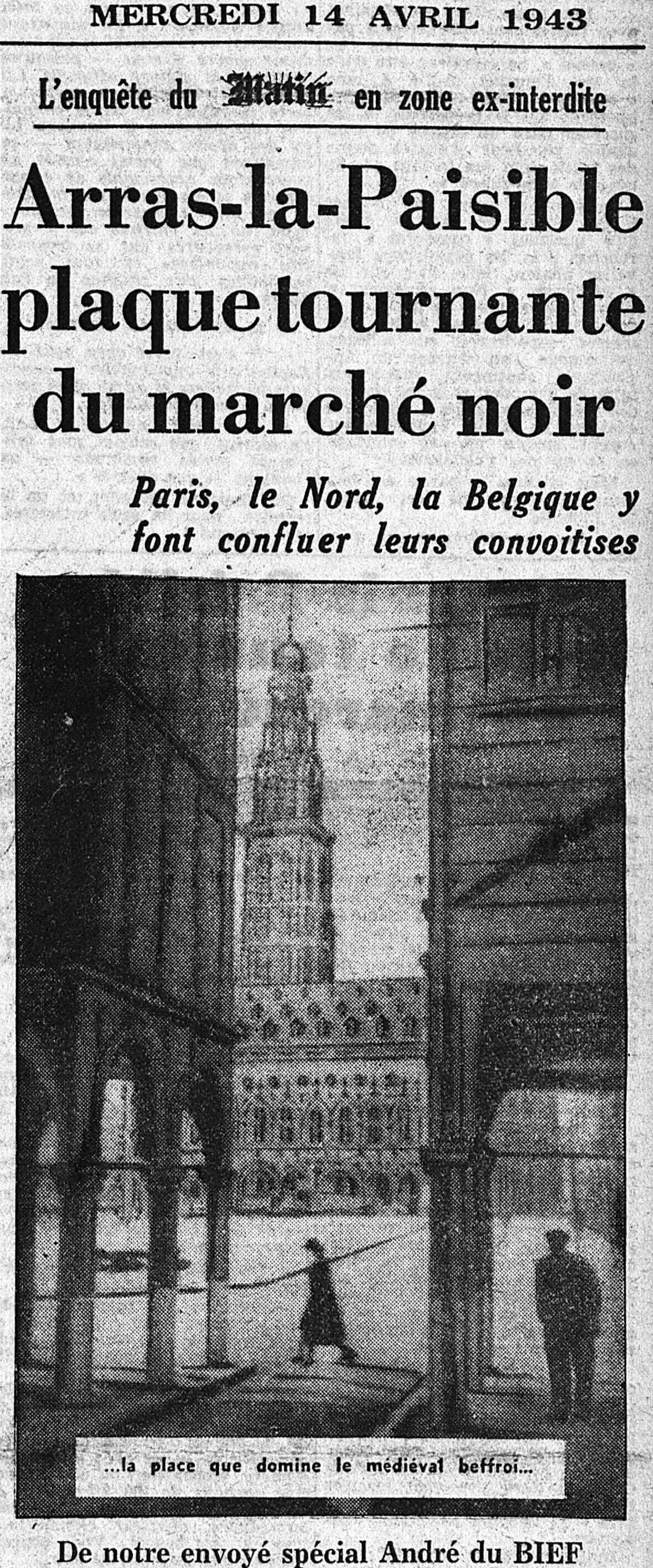
Arras place tournante du marché noir, Le Matin, 14 avril 1943. Bibliothèque nationale de France.

Paris est le centre d'attraction des flux du marché noir et les transactions y ont lieu un peu partout, dans les chambres d'hôtel, les rues, les gares, le métro. D'autres grandes villes mal approvisionnées par les flux légaux, comme Bordeaux ou Marseille, sont aussi des centres actifs du marché noir. À Marseille, il est particulièrement omniprésent dans les quartiers du Vieux-Port et du Panier. La pègre, dirigée par Paul Carbone ou François Spirito, y organise les trafics avec l'occupant. Comme au début de l'occupation, le marché noir reste important dans les stations de villégiatures des riches comme Nice, Deauville, Biarritz ou Megève.
Les départements coupés en deux par la ligne de démarcation, comme l'Indre-et-Loire, le Cher ou la Saône-et-Loire, où les centres urbains et industriels se retrouvent en zone occupée et séparés de leur arrière-pays naturel, connaissent aussi des trafics interzones importants, à l'échelle locale et à l'échelle nationale, organisés notamment en soudoyant les douaniers allemands.
La frontière belge est le lieu d'une active contrebande d'exportation, parce que les prix alimentaires sont encore plus élevés en Belgique qu'en France. Les cyclistes belges vont jusque dans la Somme ou dans l'Aisne pour se ravitailler. À Biarritz et dans toutes les Basses-Pyrénées, un trafic de bovins est organisé en direction de l'Espagne, qui connaît une forte pénurie de viande. La contrebande avec la Suisse, d'importation, concerne les produits alimentaires, l'horlogerie et la bijouterie.

#### Qui en profite?
L'opinion et la mémoire de l'événement accusent couramment les commerçants d'être des profiteurs de guerre, de s'être enrichis au marché noir. Après la guerre, on continue à appeler BOF (beurre, œufs, fromage) ceux qu'on soupçonne d'enrichissement indu. De fait, le commerce est le secteur économique qui souffre le moins pendant l'occupation, sa part dans le revenu national passant de 16 % en 1938 à 24,5 % en 1946, alors que le nombre de commerçants augmente.
Cependant, l'enrichissement par le marché noir est très variable et dépend essentiellement de la place occupée dans la filière : plus on est en amont, juste après le producteur, plus le profit est important. Ainsi, les intermédiaires, courtiers, négociants, marchands en gros imposent leurs conditions aux détaillants en leur demandant très souvent des soultes, et accumulent les bénéfices. C'est par exemple le cas du principal fournisseur de farine de la région parisienne, qui impose systématiquement des soultes aux presque deux cents boulangers qu'il livre. À Paris, un contrôle en juin 1942 montre que, sur 100 tonnes de carottes livrées en provenance de la ceinture maraîchère de Paris en Seine-et-Oise, seules 18 tonnes parviennent à leur destination officielle, les Halles. Presque tout le reste est en fait acheté au marché noir par des grossistes parisiens qui le revendent au prix fort aux détaillants.

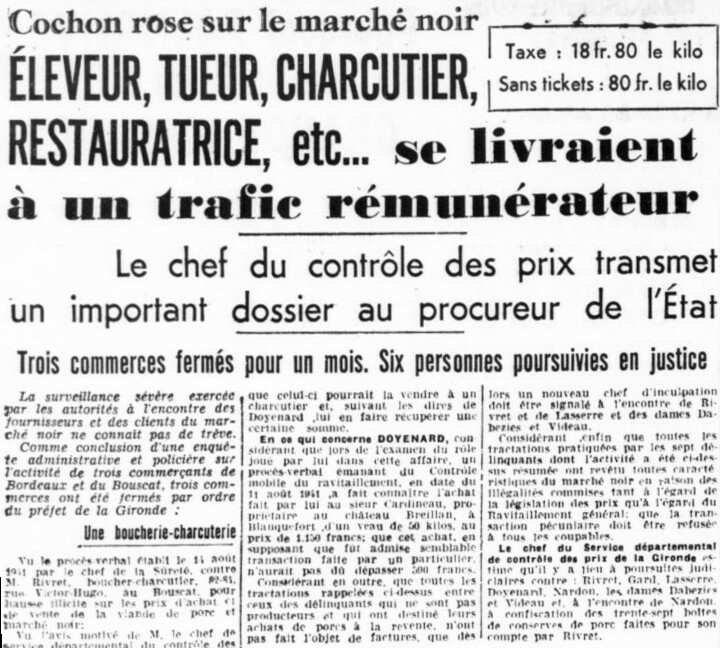
Faits divers du marché noir, La France de Bordeaux et du Sud-Ouest, 12 septembre 1941. Bibliothèque nationale de France.

Quand les petits commerçants ne disposent pas d'une filière personnelle d'approvisionnement, ils subissent plutôt qu'ils profitent du marché noir. Toutefois, certains d'entre eux réussissent à nouer des relations avec des producteurs et à court-circuiter les réseaux, comme cet épicier du Ve arrondissement qui constitue des stocks et réalise un bénéfice net de 100 000 francs dans l'année 1942. Un autre épicier, à Surgères, devient en moins d'un an le chef d'un réseau clandestin qui fournit en produits alimentaires Bordeaux, puis Paris et Lyon. Le Contrôle économique le qualifie de « grand brasseur d'affaires louches affilié à toute une bande de gangsters et brassant plusieurs millions. ».
Dans l'industrie, les profiteurs les importants sont également les intermédiaires. Les soultes ont des montants de plus en plus élevés et sont systématiques. Pour les entreprises industrielles, le marché noir rapporte moins que de travailler pour l'occupant, sauf pour certains secteurs d'activité comme le textile de Lille-Roubaix-Tourcoing ou certaines entreprises qui fabriquent des produits interdits, comme les appareils électrochauffants.
Certains indices, comme la hausse des dépôts bancaires et d'épargne, montrent un enrichissement des paysans, mais les bénéfices varient selon les secteurs et la taille de l'exploitation. Les profits les plus élevés sont réalisés dans la production de vin, l'élevage bovin et les produits laitiers. Ils sont surtout importants pour les grands propriétaires, qui peuvent plus aisément s'intégrer dans les filières du marché noir. Pour les petits paysans, qui réservent une bonne partie de leur production à l'autoconsommation, le marché noir ne sert guère qu'à compenser partiellement les difficultés liées aux pénuries de l'époque.
Parmi ceux qui ont pu profiter du marché noir, mais à leur échelle, on trouve également les derniers intermédiaires des filières, qui assurent la dernière étape du transport. La police parisienne en arrête quotidiennement, qui transportent dans des valises, à pied, à bicyclette ou en charrette à bras, de la viande, des fruits, des légumes, du tabac, du café, par exemple entre une gare et l'adresse du client. Ils font partie des classes sociales les plus modestes et tirent un revenu d'appoint de cette activité. Le fractionnement de la chaîne de distribution permet aux gros trafiquants d'éviter l'arrestation.

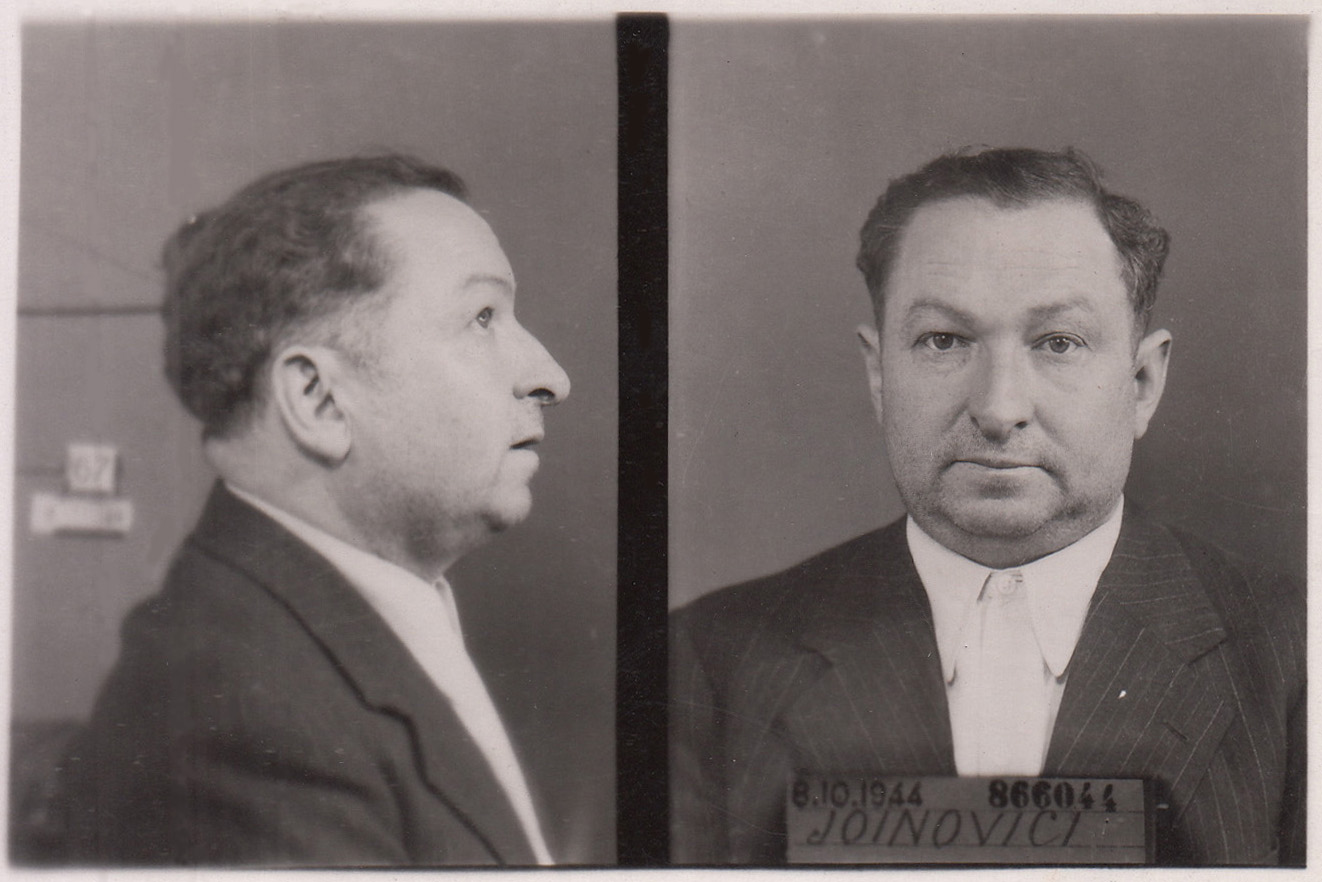
Photographies d'identité judiciaire de Joseph Joanovici, 1944.

Certains tirent avantage de leur profession, comme des cheminots qui volent des colis. De 1940 à 1944, entre 6 000 et 7 000 cheminots sont révoqués pour vol. En 1942, les gendarmes arrêtent un chef de train de Compiègne qui a volé des bicyclettes, des appareils de TSF et des dizaines de kilogrammes de produits alimentaires. Une partie du marché noir du tabac est approvisionnée par les vols de certains agents du SEITA. La plus grande part des renvois d'agents de la manufacture de Pantin entre le début de l'année 1940 et la fin de 1945 sont prononcés pour vol de tabac. Certains gardiens des camps de Vichy profitent de leur situation pour revendre dans les camps des produits alimentaires achetés soit avec des tickets détournés soit au marché noir, comme Marie-Joseph K. gardien au camp de Gurs, jugé en avril 1941.

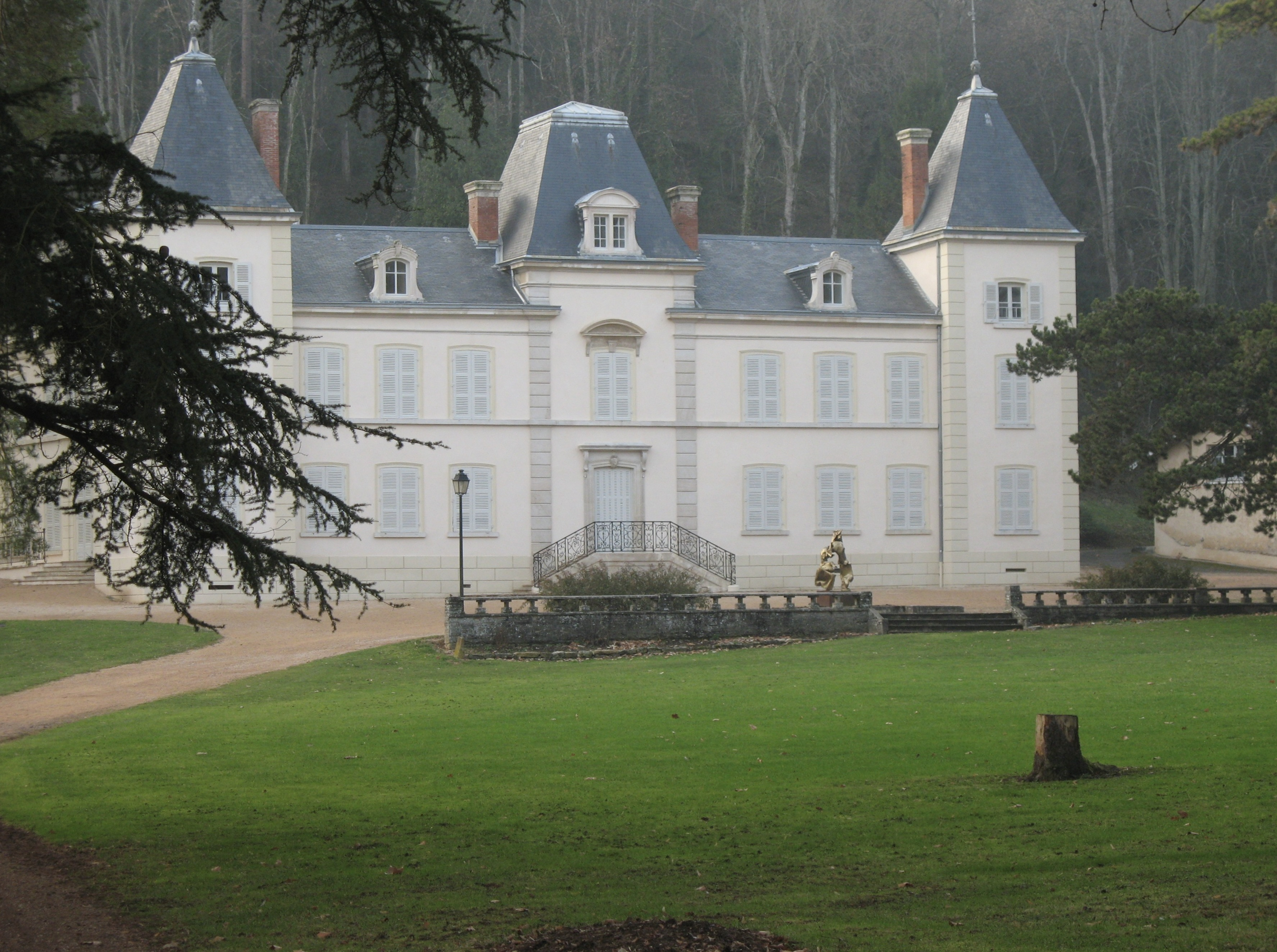
Château d'Aine à Azé, propriété de Michel ou Mandel Szkolnikoff.

Toutefois, les vrais profiteurs sont les trafiquants professionnels, comme Joanovici et Szkolnikoff, des hommes d'affaires véreux, comme le faux baron de Wiet, des aristocrates dévoyés comme l'actrice Marie Tschernitcheff. Ils sont à la tête de réseaux sophistiqués, bâtissent des fortunes et mènent grand train. Grâce au marché noir, Szkolnikoff devient un des plus grands propriétaires immobiliers de France. Il possède une centaine d'immeubles de grand standing à Paris, des hôtels de luxe dans des lieux de villégiature, une chasse en Sologne et un château en Saône-et-Loire,,.

## Marché noir, enjeu patriotique (printemps 1943-été 1944)
À partir de 1943, le marché noir prend une coloration patriotique, notamment parce que les Allemands changent de stratégie vis-à-vis du marché noir et de sa répression, qui devient une des expressions de la collaboration. La Résistance répand le mot d'ordre du « marché noir patriotique ».

### Répression au service de l'occupant

#### Pillage économique et fin du marché noir allemand
À partir du début de l'année 1943, l'occupant change de stratégie vis-à-vis du marché noir. Par une ordonnance datée du 2 avril 1943, Goering abandonne la méthode de pillage qu'il a adoptée depuis le début de la guerre. Il interdit désormais le marché noir et ferme les bureaux d'achat dans tous les territoires occupés. Jean de Sailly et René Bousquet ont, après-guerre, présenté cette décision comme une victoire des autorités de Vichy. Il n'en est rien, puisqu'il s'agit en fait de la mise en place, à Berlin, d'une politique d'exploitation plus efficace de tous les territoires occupés,. En effet, à partir de 1942, les Allemands passent à une stratégie de guerre totale, dans laquelle les entreprises françaises doivent s'insérer en fournissant davantage de produits alimentaires et industriels. Les prélèvements allemands augmentent considérablement.
Pour les céréales, la France doit livrer 714 000 tonnes en 1942-1943, soit 17 % de la production, contre 485 000 tonnes en 1941-1942 (12 %). Pour la viande, les livraisons directes à l'occupant passent de 140 000 tonnes (15 %) en 1941-1942 à 227 000 tonnes en 1942-1943, soit près du quart de la production. La France occupée devient un des principaux fournisseurs agricoles de l'Allemagne : en 1942-1943, ses livraisons représentent la moitié des céréales panifiables importées en Allemagne. Alors que la production industrielle française s'effondre, les Allemands en confisquent 30 % à 40 % et bien plus dans certains secteurs. Dans la sidérurgie et l'électrométallurgie, les prélèvements de l'occupant atteignent les deux tiers de la production totale. En 1943, 76 % des locomotives, 92 % des camions et 99 % du ciment produits en France sont livrés à l'Allemagne et les paiements à l'Allemagne correspondent au tiers du revenu national, contre 20 % en 1941 et en 1942. Au total, au début de l'année 1944, près de 2,6 millions de travailleurs, soit un tiers du total, travaillent directement ou indirectement pour l'Allemagne, en Allemagne même (prisonniers, volontaires de la Relève, civils requis) ou en France.

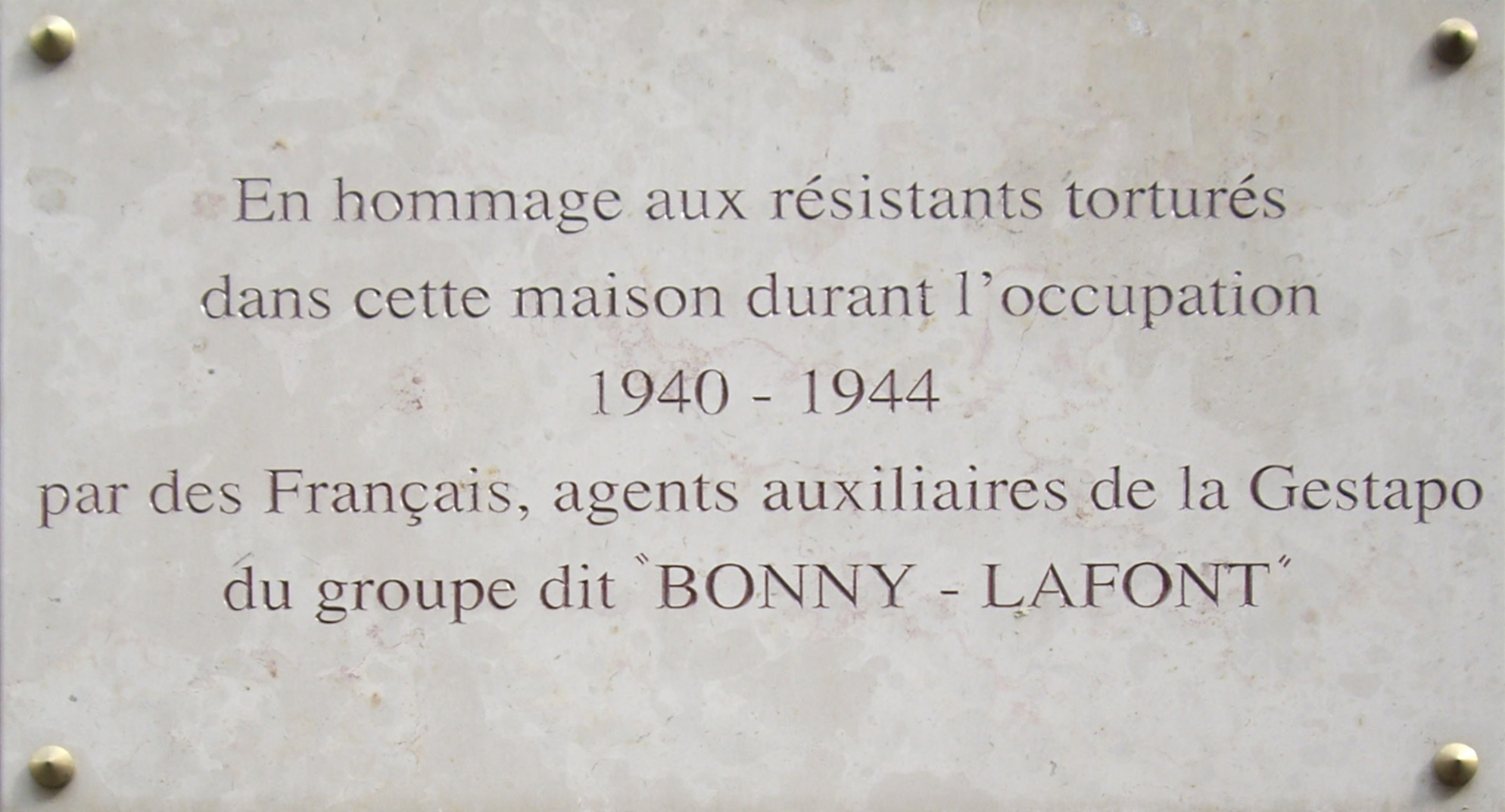
Plaque commémorative, rue Lauriston, en hommage aux victimes de la Gestapo française.

Dans ce contexte, le marché noir devient contre-productif pour les occupants puisqu'ils peuvent acheter les mêmes produits à des prix plus bas et parce qu'il faut laisser des matières premières aux entreprises françaises pour qu'elles puissent produire. En mars-avril 1943, les Allemands ferment leurs bureaux d'achats et la Sipo-SD, branche de la SS, dirigée à partir de septembre 1943 par Helmut Knochen, surveille le respect de l'interdiction du marché noir allemand,. Toutefois, les employés et hommes de main de ces bureaux ne sont pas forcément licenciés. Le bureau Otto est réorienté vers des missions de prospection en Espagne. La bande de la rue Lauriston qui revendique le titre de Gestapo française, dirigée par Henri Lafont et Pierre Bonny sous la tutelle de la Sipo-SD, traque les résistants.
Les anciens « rois du marché noir » qui jouissaient de la protection de l'occupant sont en difficulté. À partir de l'automne 1943, Szkolnikoff et Joanovici ont des ennuis avec les Allemands. Ils font jouer leurs protections, payent pour leur liberté et se reconvertissent, Szkolnikoff dans l'immobilier et Joanovici dans le trafic d'armes pour la Résistance. Marginalement, malgré cette nouvelle politique, certains services allemands continuent leurs achats et leurs autorités interviennent dans certains dossiers pour protéger des contrevenants.

#### Répression du marché noir et collaboration

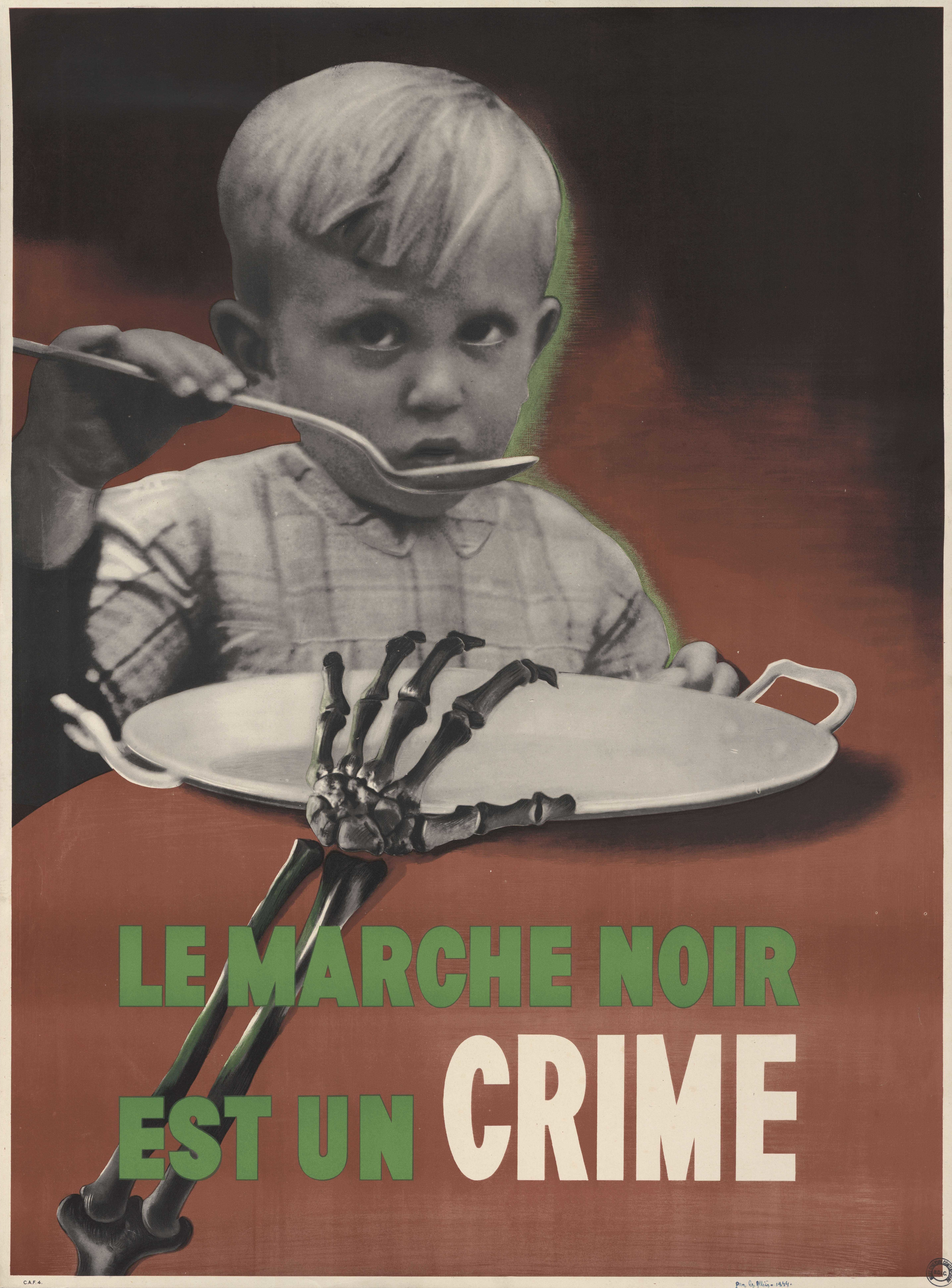
Affiche de Vichy contre le marché noir, 1943. La Contemporaine.

En 1943-1944, les Allemands demandent à Vichy de mieux réprimer le marché noir. En effet, il est désormais perçu par l'occupant comme un moyen utilisé par les Français pour se soustraire à leurs obligations économiques vis-à-vis de l'Allemagne. Les autorités allemandes ne cessent de demander à Max Bonnafous, ministre de l'Agriculture et du Ravitaillement, à René Bousquet, secrétaire général de la police, à Jean de Sailly, chef de la DGCE, des mesures de répression plus fortes. C'est un chantage : pour pouvoir espérer des prélèvements allemands moins importants, Vichy doit supprimer le marché noir.
Pierre Laval accepte de jouer le jeu de ce chantage, en lançant au printemps 1943 une grande campagne de propagande contre le marché noir, qui utilise des affiches et un album humoristique. Le 8 juin 1943, il fait modifier la législation anti-marché noir en renforçant la répression. Lors d'une réunion qu'il préside le 7 juillet 1943, René Bousquet insiste sur la nécessité pour la DGCE d'obtenir des résultats,.
La DGCE multiplie les contrôles et dresse en 1943, année record, plus de 300 000 procès-verbaux pour infractions économiques,. À partir du printemps 1943, elle s'engage dans une véritable politique de coopération policière avec l'occupant. À Londres, le BCRA s'en inquiète, y voyant surtout des opérations contre la Résistance. Des enquêtes et des opérations communes avec la police allemande sont menées lors de barrages routiers ou de visites de fermes. En termes d'image pour la DGCE, cette collaboration très visible a un effet désastreux,,.
En somme, le Contrôle des prix effectue une police des transactions, mais son efficacité est très limitée. Les contrôles des petites transactions du quotidien sont de moins en moins acceptés alors que les besoins des consommateurs sont de plus en plus criants. La hiérarchie mesure l'efficacité de ses agents selon le nombre de procès-verbaux qu'ils dressent, ce qui les conduit à multiplier les tracasseries et à s'aliéner la population, dont le soutien aurait été utile pour lutter contre les trafics de grande ampleur. Au final, la politique des prix bas sert surtout l'occupant.

#### La Milice contre le marché noir

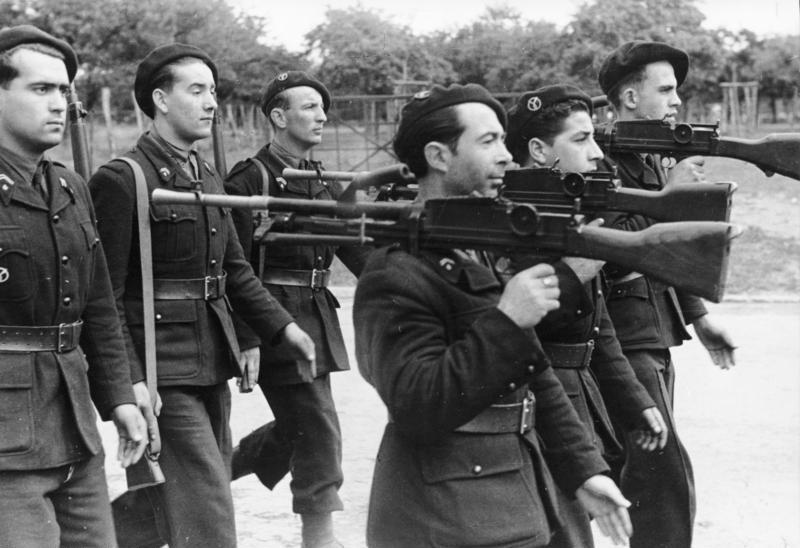
Défilé de la Milice, 2 juin 1944. Archives fédérales allemandes.

Dès sa naissance, la Milice, créée par la loi du 30 janvier 1943, a parmi ses missions primordiales la lutte contre le marché noir. Elle devient rapidement un instrument de répression, malgré le désaccord du chef de la DGCE, Jean de Sailly. Les miliciens organisent des tournées de perquisitions et saisissent des produits, comme chez des agriculteurs de la région de Toulouse à l'été 1943, pour les redistribuer aux familles pauvres.

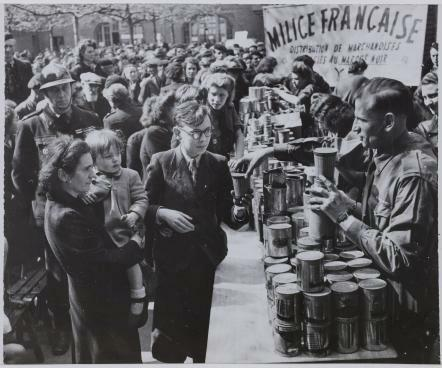
Distribution par la Milice de denrées alimentaires prises au marché noir, 20e arrondissement, 28 avril 1944. Musée Carnavalet.

Ces distributions sont mises en scène et accompagnées de diffusion de tracts, dans un but de propagande, mais elles ne recueillent pas l'adhésion de la population, qui se méfie de cette police supplétive aux méthodes brutales. Les perquisitions et les confiscations sont souvent illégales et la Milice invente ses propres sanctions, comme pour ce commerçant de Bletterans, dans le Jura, à qui la Milice impose le 29 février 1944 une amende de 100 000 francs parce qu'il a vendu des haricots à un prix supérieur à la taxe.
De plus, les miliciens gardent pour eux une partie des marchandises qu'ils confisquent, voire, pour certains, se livrent eux-mêmes au marché noir. C'est par exemple ce qu'ils font en juillet 1944 avec un stock saisi chez un épicier du village des Mages dans le Gard. Peu d'entre eux sont sanctionnés. Au total, les actions de la Milice confortent l'idée que le marché noir est une œuvre patriotique.

### Frauder et résister

#### La fraude encouragée par la Résistance
Jusqu'en 1943, la Résistance, qui est surtout urbaine, a plutôt tendance à condamner le marché noir. L'année 1943 constitue un tournant. La Résistance commence à exploiter le sentiment anti-Vichy répandu dans les campagnes et écrit de plus en plus de tracts à destination des paysans, comme le montrent les statistiques en Franche-Comté ou dans le Cher.
Cette propagande de la Résistance adressée au monde rural est particulièrement efficace alors que, depuis novembre 1942, toute la France est occupée et que, en mai 1943, Laval supprime l'exemption de STO des travailleurs agricoles. La Résistance s'appuie sur ce mécontentement paysan en dénonçant la politique agricole de Vichy et en légitimant les pratiques illégales rurales. Les tracts l'affirment : « Les sbires de Vichy contrôlent, comptent et recomptent vos poules, vos lapins, vos œufs… Les perquisitions se multiplient à la ferme… Vous êtes brimés, taillables et corvéables comme au temps des seigneurs… Chassez les inquisiteurs de Vichy ».
À partir de 1943, la Résistance légitime les fraudes et les dissimulations de produits, parlant de « devoir patriotique ». Comme l'affirme ce tract : « Amis paysans, pour battre Hitler très vite, il ne faut pas livrer les récoltes françaises. Agir de la sorte, c'est faire acte de patriotisme, c'est aider à libérer la France ».
Dans les régions où les maquis se développent et se structurent, ils commencent à pratiquer un système de « taxation patriotique » comme Georges Guingouin dans le Limousin, qui fait afficher dans les villages le prix maximum au-delà duquel le contrevenant est effectivement puni. Ce système de « taxation patriotique » se généralise à d'autres maquis en Haute-Savoie, dans le Jura, en Bretagne, avec l'appui de la France libre. Ainsi, la Résistance arrive parfois à imposer ses prix, donc son pouvoir, au détriment de Vichy. Elle condamne et quelquefois démantèle les maquis qui commettent des actes de banditisme,.

#### La faute à la Résistance

Affiche de Vichy accusant les résistants de brûler les récoltes donc de participer à la pénurie, 1943. La Contemporaine.

Vichy retourne l'accusation. Tout en taisant l'ampleur du prélèvement allemand, la propagande du régime de Vichy accuse les résistants d'être responsables de la pénurie qui s'aggrave considérablement à la fin de l'Occupation. Le résistant est présenté comme un trafiquant du marché noir. Il est vrai que les clandestins, doivent, pour survivre, utiliser des tickets et cartes d'alimentation falsifiés ou volés.
Vichy instrumentalise aussi le problème du ravitaillement des groupes de maquisards. Pour les maquis, c'est une question vitale, qui mobilise beaucoup d'énergie. Ils organisent des opérations commandos contre les stocks des services de Vichy et achètent aussi chez les paysans, au marché noir, différents produits indispensables. Certains groupes, au prétexte de patriotisme, se livrent au pillage, comme le maquis Lecoz en Indre-et-Loire à l'été 1944. Les discours et les films de Vichy exploitent ces attaques pour identifier Résistance et banditisme et dresser le portrait du maquisard profiteur du marché noir.
Au contraire, les émissions de la France libre sur la BBC et la Résistance légitiment les petites transactions nécessaires du ravitaillement, en les distinguant du véritable marché noir et en menaçant les trafiquants de vengeance après la Libération.

#### Ravitaillement et alimentation à la fin de l'Occupation

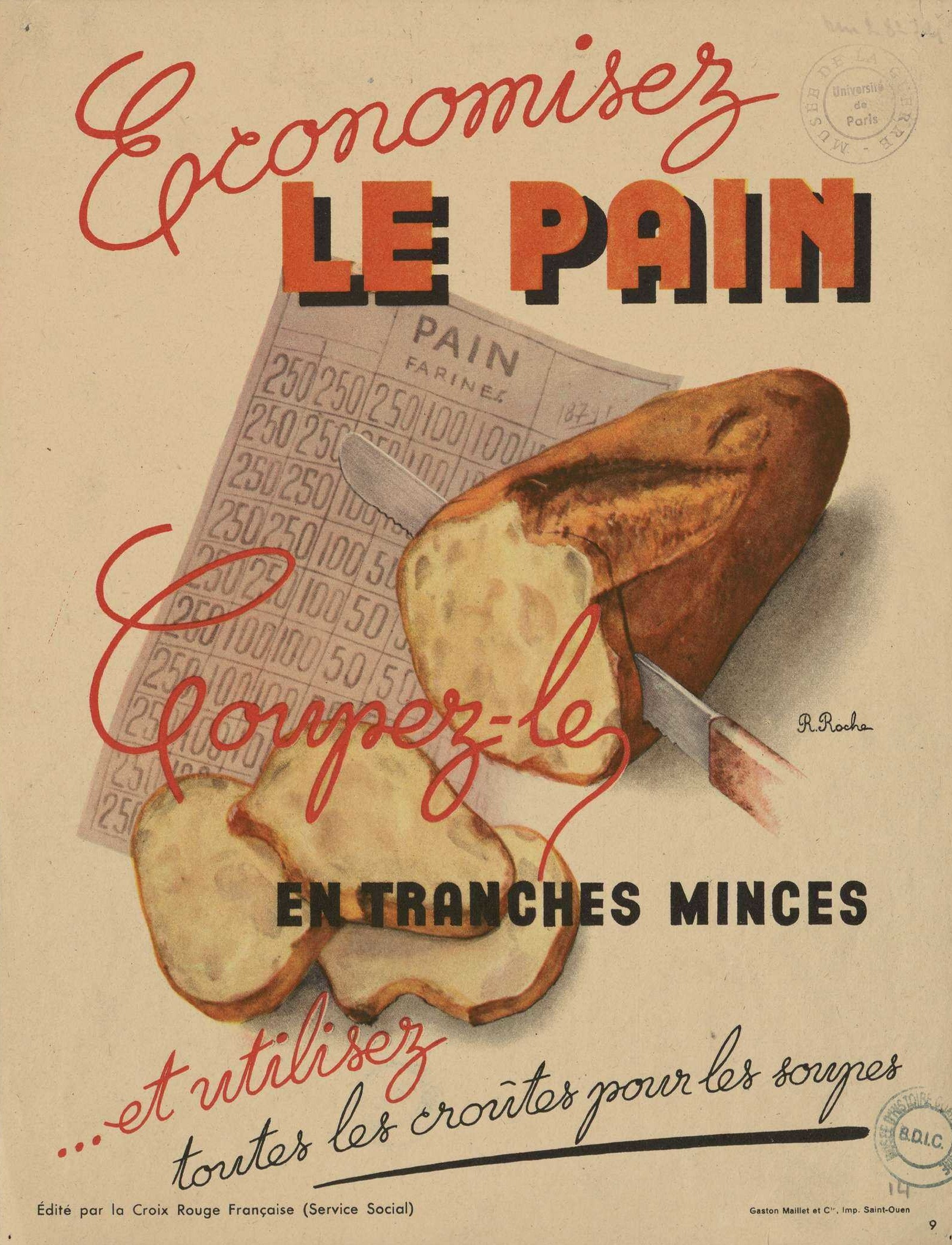
Affiche de la Croix-Rouge sur les économies de pain (fait partie d'une campagne de 17 affiches différentes). La Contemporaine.

Dans les derniers mois de l'Occupation, les services de Vichy n'arrivent plus à organiser le ravitaillement. La position des agents du Contrôle économique devient de plus en plus difficile. Ils évitent soigneusement de contrôler les résistants et parfois interrompent des enquêtes en cours quand elles les touchent. Jean de Sailly essaye de faire en sorte que la DGCE échappe à une logique de collaboration trop affirmée. Ainsi, à partir de l'automne 1943, les rapports que sa direction adresse aux Allemands omettent volontairement les noms et adresses des contrevenants. Pour échapper à l'autorité de la Milice et de son chef Joseph Darnand, Jean de Sailly obtient que son service perde ses missions de police économique,.

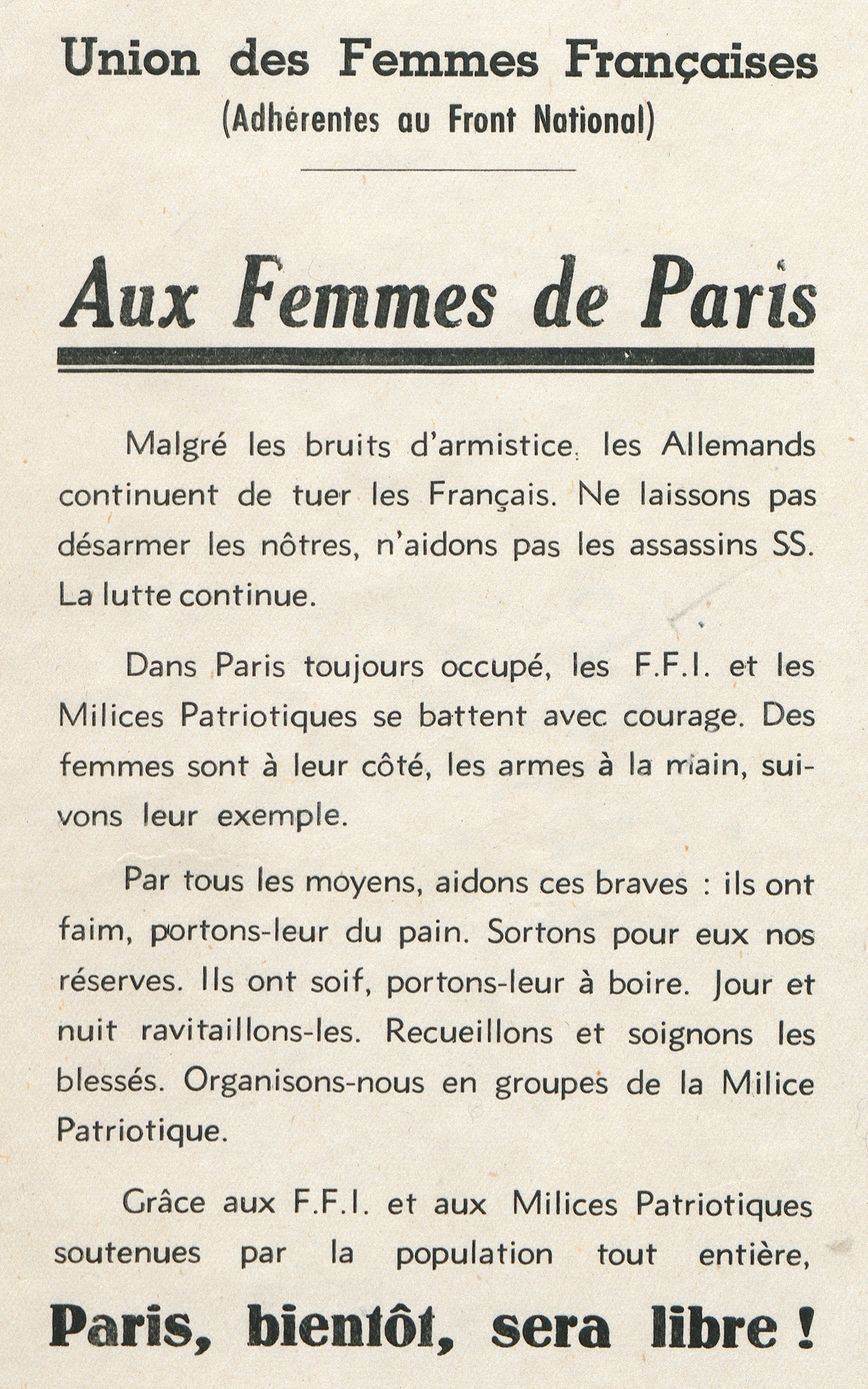
Affichette de l'Union des Femmes Françaises incitant les femmes à nourrir les FFI, été 1944. Musée de la Libération de Paris.

Alors que les prélèvements allemands augmentent, la pénurie devient de plus en plus sévère, les rations sont encore plus réduites et les quantités réelles accessibles par le marché légal sont inférieures aux rations. En décembre 1943, à Tournissan, dans le département de l'Aude, les écoliers n'ont plus de lait : « Le laitier en porte 20 à 30 litres tous les deux jours alors qu’il en faudrait 100 litres au moins pour servir toutes les cartes. Aussi, les enfants de plus de 6 ans n’ont pas eu une goutte de lait depuis le mois d’août ».
Les colis familiaux parviennent plus difficilement à cause des problèmes de transport et les prix du marché noir explosent. Les équipées cyclistes de ravitaillement s'intensifient, notamment autour de Paris, mais certaines régions rurales ne sont plus accessibles ou sont elles aussi démunies de ressources.
L'obsession du ravitaillement est telle qu'elle relègue parfois au second plan la guerre elle-même et les bombardements. Le marché noir est vu comme le responsable de la hausse des prix mais aussi comme indispensable à la survie. La situation exacerbe les haines sociales, notamment entre les villes et les campagnes. Les ruraux sont vus par de nombreux citadins comme des privilégiés. Dans les campagnes, l'insécurité augmente. Les vols se multiplient, des fermes sont attaquées et pillées. Dans le Maine-et-Loire, en juin et juillet 1944, juste avant la Libération qui se passe en août dans ce département, 25 fermes sont attaquées. 17 de ces attaques ont des motivations politiques, pour punir un enrichissement jugé excessif tandis que les 8 autres cas semblent être du simple racket. Beaucoup de Français pensent que la Libération, en supprimant le prélèvement allemand, amènera aussi la fin du rationnement et du marché noir.

## Après la Libération (1944-1949)

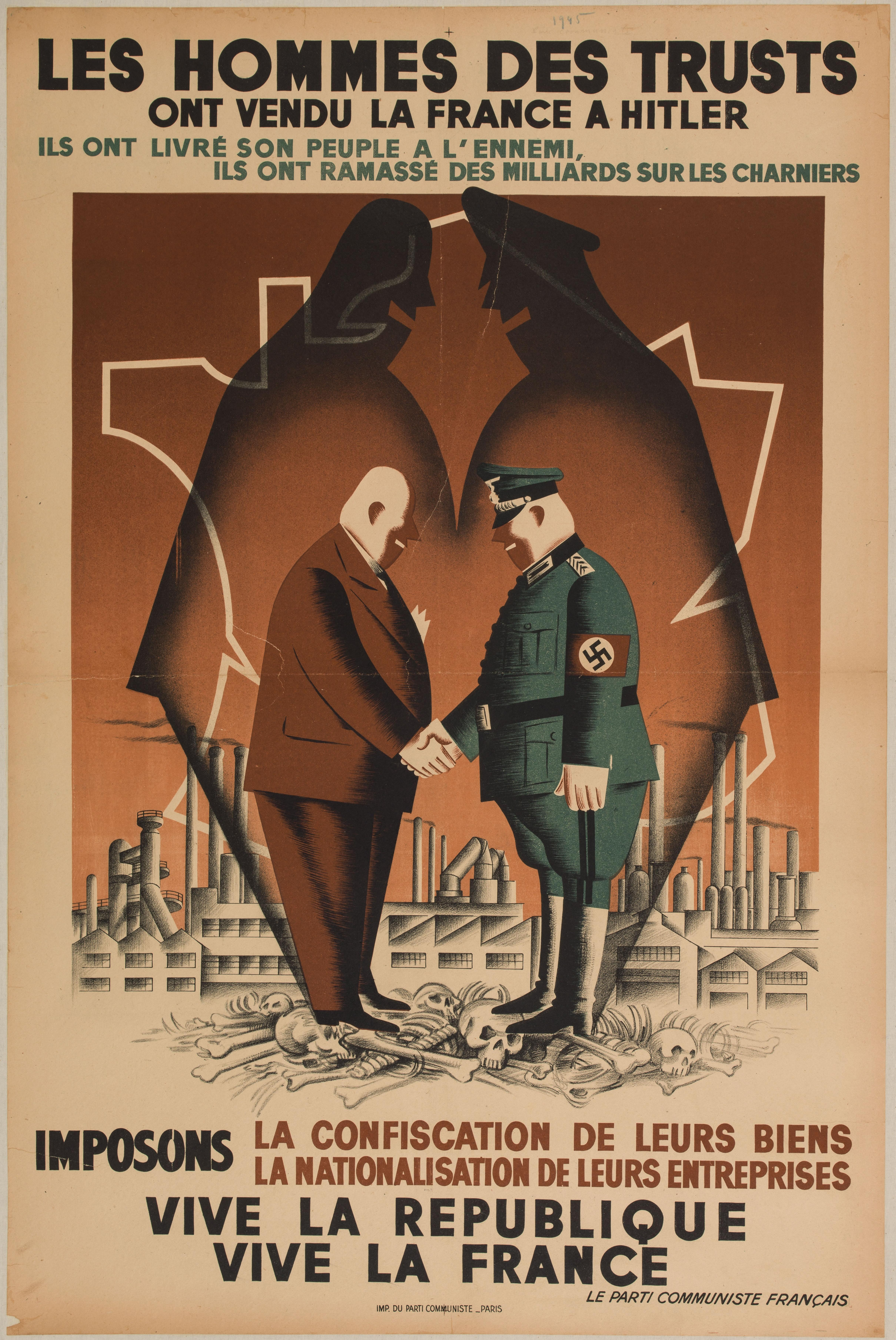
Affiche du Parti communiste français accusant les hommes des trusts d'avoir collaboré avec l'occupant nazi (1945). Bibliothèque historique de la ville de Paris.

Après la Libération, beaucoup d'espoirs sont déçus. Nombre de Français jugent que l'épuration liée au marché noir n'est pas assez sévère, d'autant plus que les difficultés de ravitaillement persistent et que, par conséquent, le marché noir perdure.

### Épuration et profits illicites

#### Demande sociale et épuration à la base
À la Libération, la demande sociale de punition des trafiquants est particulièrement prégnante,,,. En Bretagne, la moitié des dénonciations concernent des faits de marché noir ou de collaboration économique alors que seulement 10% d'entre elles correspondant à de la collaboration proprement politique et 2 % à de la « collaboration sentimentale », des femmes accusées de relations sexuelles avec l'ennemi. Parmi les suspects, les commerçants sont surreprésentés. Ils sont à 39 % des commerçants vendant de l'alimentation et à 26 % des commerçants d'autres produits.
L'opinion dénonce alors les profiteurs de guerre, figure de l'imaginaire social qui est une réactivation d'un type social élaboré pendant la Première Guerre mondiale, à cette différence près qu'en 1944 le profiteur de guerre n'est pas seulement celui qui a manqué de solidarité, il est aussi un « mauvais Français » qui a participé à l'abaissement du pays,,.
Premier territoire métropolitain libéré, dès octobre 1943, la Corse sert de laboratoire, mais avec peu de succès, à la politique de confiscation des profits illicites. Au lendemain de la Libération, l'épuration à la base est menée par les Comités locaux de libération et par les Comités départementaux de libération, dont les décisions sont souvent assez sommairement prises, et ne sont pas coordonnées avec le Contrôle économique, regardé par de nombreux résistants comme suspect de vichysme. Les milices patriotiques sont officiellement supprimées le 28 octobre 1944, mais certains FFI poursuivent leur activité. En janvier 1945, à Bourges, ils confisquent des marchandises aux trafiquants du marché noir pour les redistribuer à la population.
Jusqu'au début de 1945, des bandes organisées rançonnent des paysans en Savoie ou en Haute-Loire.

#### Confiscation des profits illicites
À partir du début de l'année 1945, les Comités départementaux de confiscation des profits illicites (CDCPI) commencent leur tâche. Organiser la confiscation des biens des trafiquants du marché noir est un projet formulé dès 1943 à Alger et qu'on retrouve dans le programme du CNR de mars 1944. Le 18 octobre 1944, une ordonnance crée les Comités départementaux de confiscation des profits illicites,,.
Chaque CDCPI est composé des quatre directeurs départementaux des administrations fiscales et du contrôle économique et de trois représentants de la Résistance. Ils étudient les activités des personnes et des entreprises entre le 1er septembre 1939 et 31 décembre 1944. Il y a une certaine continuité avec la politique de contrôle de Vichy, puisque les contrevenants sont condamnés pour avoir enfreint la législation de Vichy et que le Contrôle économique aiguille les dossiers. Le CDCPI peut confisquer les profits illicites et prononcer une peine d'amende qui peut atteindre le triple du montant du profit incriminé,.

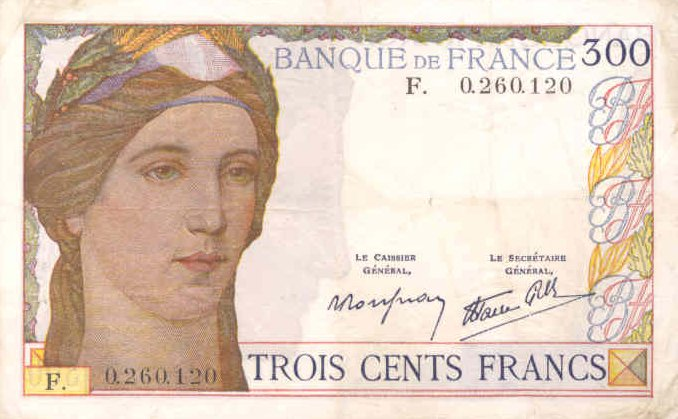
Billet de 300 francs Clément Serveau utilisé pour l'échange de billets de juin 1945, avec le billet de 5000 francs Union française, ce dernier retiré en 1948 de la circulation, sans préavis.

Une vaste opération d'échange des billets de banque est prévue au printemps 1945 afin de réduire la masse monétaire. Pierre Mendès France, ministre de l'Économie propose d'en profiter pour bloquer les avoirs monétaires des particuliers au-dessus de 5 000 francs et de restituer progressivement les montants concernés, au cours de la reconstruction. Cela permettrait d'évaluer les fortunes, donc de confisquer les profits illicites. Toutefois, la proposition de Mendès France n'est pas suivie par Charles de Gaulle et le GPRF, parce qu'elle risque d'être trop impopulaire. Mendès France démissionne et l'échange des billets se fait sans blocage en juin 1945,.

Pierre Bonny et Henri Lafont caricaturés dans L'Humanité (2 décembre 1944), lors du procès de la Gestapo française de la rue Lauriston. Bibliothèque nationale de France.

En l'absence de blocage, les CDCPI enquêtent, lançant 124 000 citations, dont plus de 20 000 pour le département de la Seine, 5 000 pour le Nord, 4 500 pour le Rhône, plus de 2 000 pour la Seine-et-Marne, le Pas-de-Calais, l'Isère, la Gironde, les Côtes-du-Nord, la Loire-Inférieure, les Alpes-Maritimes, le Finistère et les Bouches-du-Rhône. Dans tous les autres départements, le nombre de citations est inférieur à 2 000,.
Le montant total des sanctions, confiscations et amendes comprises, atteint à la fin de l'année 1949 près de 150 milliards de francs. Au bout d'une année de fonctionnement, les CDCPI de Maine-et-Loire, d'Ille-et-Vilaine et de Haute-Savoie n'ont examiné que la moitié des dossiers. Dans la ganterie, presque 90 % des décisions sont prises en 1946 à Saint-Junien et presque la moitié en 1946 et 1947 à Grenoble. Dans beaucoup de cas, la tâche est longue, difficile et lente et les derniers dossiers ne sont bouclés qu'en 1950. Les obstacles sont nombreux : la difficile mesure précise des bénéfices illicites étant donné la clandestinité des transactions, les recours fréquents, et, plus fondamentalement, l'ambivalente des attitudes des mis en cause, le marché noir ayant aussi été au service de la Résistance. Le CDCPI doit faire face aux ambiguïtés des comportements, entre volonté de s'enrichir et stratégie de survie,,,.
En ce qui concerne le marché noir, l'épuration économique ne s'accompagne pas d'une épuration judiciaire, puisque le marché noir entre Français n'est pas juridiquement considéré comme une trahison, contrairement aux affaires menées avec l'occupant. Ne sont jugés que les trafiquants les plus notoires, et plutôt pour collaboration avec l'ennemi. Ainsi, les principaux membres de la bande de la rue Lauriston sont condamnés à mort en décembre 1944. Szolnikoff, enfui en Espagne, y est assassiné en juin 1945,. Joanovici se réclame de son passé de résistant et n'est condamné, tardivement (en juillet 1949), qu'à 5 ans de prison et des pénalités financières. Beaucoup de petits trafiquants ne sont pas sanctionnés, ce qui nourrit la rancœur alors que la pénurie persiste pendant plusieurs années,,.

### Maintien du marché noir jusqu'au retour à l'économie de marché
|                                    |
| Tickets de denrées diverses (1944) |

|                           |
| Carte de vêtements (1945) |

|                              |
| Carte de charbon (1945-1946) |

|                                    |
| Tickets de denrées diverses (1947) |

|                             |
| Carte d'alimentation (1949) |

#### Les trafics continuent
Après la Libération, le marché noir semble encore plus répandu qu'avant. À Valence, le Contrôle économique constate que « jamais la réglementation économique n'a été aussi peu respectée » ; dans le Jura il affirme : « le marché noir fleurit plus que jamais ». La Banque de France fait la même observation : « Le marché noir connaît une activité, sinon une prospérité qui n'a point encore été égalée depuis que ces procédés ont commencé à se répandre, c'est-à-dire depuis le début de l'Occupation ».

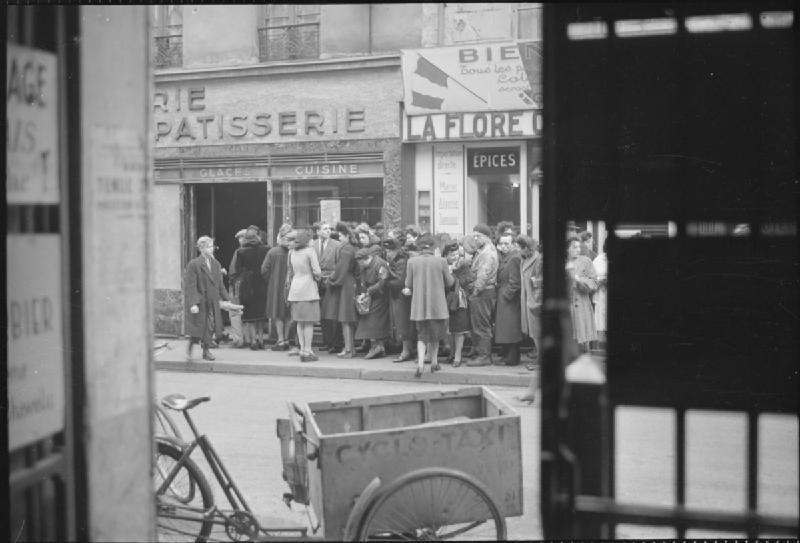
Queue devant une boulangerie à Paris au printemps 1945. Imperial War Museum.

Dans les campagnes, la collecte du Ravitaillement rapporte toujours aussi peu, les paysans refusant les prix taxés qu'ils jugent trop bas. Les filières du marché noir et du marché gris perdurent, notamment pour l'approvisionnement des citadins, alors que, pendant l’hiver 1945, les rations officielles tombent à 1 200 calories par jour. Les tournées cyclistes reprennent, par exemple dans la Manche, ainsi que l'envoi de colis. Des militaires utilisent leurs camions pour le transport. À Paris, lors des fêtes de la fin de l'année 1944, des restaurants proposent des menus issus du marché noir à des prix prohibitifs.
De plus en plus d'individus cherchent à mener de petits trafics lucratifs. Ils sont aussi alimentés par des stocks en provenance de l'armée américaine. Les armées alliés apportent leur propre ravitaillement, et les produits américains (chocolat, sucre, cigarettes, bonbons, chewing-gum) sont particulièrement prisés. Malgré les interdictions, des soldats les vendent pour leur propre compte. Des stocks sont détournés par le milieu à leur arrivée dans les ports du Havre et de Marseille.

#### Fraude généralisée
Dans toutes les activités économiques, la fraude est généralisée. Selon la Banque de France, « Les statistiques sont truquées, les déclarations faussées … chacun cherche à tromper, à ruser, à dissimuler ». La fraude dans les différents circuits de distribution ralentit la reconstruction, et augmente les difficultés des entreprises, d'autant plus que celles-ci sont confrontées à une importante pénurie de main-d'œuvre, qui a pour conséquence un marché noir des salaires. Le marché noir peut donc apparaître comme une solution provisoire permettant de sauvegarder les bénéfices.
Les années 1945-1946 voient la naissance de très nombreuses entreprises dans l'industrie ou le commerce. Fondées sous la forme juridique de SARL, avec très peu de fonds propres, elles ont pour but principal de capter les fournitures de matières premières et autres approvisionnements de la répartition officielle, pour revendre directement ces produits au marché noir,. En 1945-1946 en Alsace, 50 000 personnes nouvelles s'inscrivent dans le commerce de textile, sans expérience dans ce domaine ni locaux. Ainsi, de nombreux produits échappent aux circuits officiels et cette fuite entrave la reconstruction.

#### Impuissance publique
À la Libération, à cause de l'ampleur de la pénurie, le Gouvernement provisoire décide de maintenir les structures de contrôle et d'organisation mises en place sous le régime de Vichy (Ravitaillement, Contrôle économique) ainsi que les hommes qui y travaillent. Le 31 août 1944, le gouvernement confirme Jean de Sailly dans ses fonctions et une centaine seulement (1,5 % du total) d'agents de la DGCE sont épurés, pour opinions collaborationnistes,.
Or, pour de nombreux résistants, le Contrôle économique est discrédité par son rôle pendant l'Occupation. Le Parti communiste, mais aussi un gaulliste quoique membre du Front national comme Jacques Debû-Bridel, membre du CNR puis de l'Assemblée consultative provisoire, dénoncent le maintien des organes du Ravitaillement et du Contrôle économique et demandent leur épuration. L'hiver 1944-1945 connaît des « marches de la faim », comme à Nantes ou à Lyon, manifestations de protestation contre ces administrations. Elles sont nombreuses, plus de 300, et ont lieu dans presque tous les départements français. Elles sont parfois organisés par les centrales syndicales, la CGT ou la CFTC, mais aussi par l'Union des femmes françaises, organisation issue du Parti communiste.
Le Contrôle économique est également mal considéré à cause de ses méthodes. En décembre 1944, trois agents dînent dans un restaurant parisien, fort bien, consommant de nombreux plats et boissons pour une addition de 2 690 francs alors que le maximum autorisé y est de 55 francs. Ils font ensuite fermer le restaurant pour un mois et le soumettent à une amende de 50 000 francs. Restaurateurs et clients voient dans cet épisode une provocation et un profit personnel pour les agents.
Le 30 juin 1945, deux ordonnances réforment la lutte contre le marché noir. Tout en abrogeant les textes de Vichy, elles renforcent la répression. Il s'agit de redonner à l'autorité judiciaire la première place, au détriment de l'autorité administrative. le Contrôle économique doit désormais transmettre tous les dossiers au procureur. Les contrevenants sont jugés par des chambres correctionnelles économiques, qui prononcent des peines plus sévères,.

#### Vers le marché libre
De plus en plus il apparaît à beaucoup que la seule solution pour supprimer le marché noir est le retour à la liberté du marché.
À l'automne 1945, le ministre du Ravitaillement Christian Pineau supprime la carte de pain et libéralise le commerce des pommes de terre et des volailles et la production de viande, mais cette expérience mène à la catastrophe, parce que la production agricole est trop insuffisante. Les prix s'envolent. Son successeur François Tanguy-Prigent rétablit la carte de pain le 28 décembre 1945 et la ration est encore réduite. Cet épisode a pour conséquence une expansion du marché noir de la viande, qui est généralisé,.

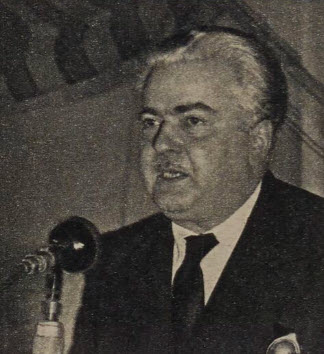
Yves Farge en mars 1952, photographie dans le journal Femmes françaises. Bibliothèque nationale de France.

En 1946, le ministre du Ravitaillement Yves Farge fait adopter à une large majorité une loi qui punit de la peine de mort ceux qui ont « accru par leurs manœuvres la raréfaction des produits alimentaires ». Le marché noir redevient un crime, comme sous Vichy. Pour lutter contre le marché noir, Yves Farge révèle un scandale qui fait grand bruit, parce qu'il concerne des hommes politiques, le scandale du vin : des centaines de milliers d'hectolitres de vin d'Algérie, qui devaient être distribués à la population française, ont été vendus au marché noir ou exportés, avec des marges considérables. À la fin de l'année 1946, Yves Farge tente une expérience de libéralisation partielle du marché de la viande, qui échoue et le conduit à démissionner. La peine de mort prévue par la loi qu'Yves Farge a fait voter n'est finalement jamais appliquée.
Au début de l'année 1947, le gouvernement baisse autoritairement les prix, mais ceux-ci s'envolent à nouveau au bout de quelques mois. La production agricole et par conséquent le ravitaillement sont toujours insuffisants. En août 1947, la ration de pain est réduite à 200 grammes, son plus bas niveau depuis 1940. La contestation est générale,. Des manifestations, parfois violentes, ont lieu dans toute la France. Les manifestants s'attaquent notamment aux bureaux du Contrôle économique, comme à Dijon le 20 mai 1947,.
À partir du début de l'année 1948, la situation économique s'améliore. Les fonds du plan Marshall commencent à arriver, les communications sont plus faciles et la production agricole et industrielle plus abondante. Le 1er novembre 1948, la carte de pain est supprimée. Au début de l'année 1949, les dernières restrictions sont levées. Le retour à l'économie de marché s'accompagne de la suppression du ministère du Ravitaillement et du Contrôle économique. Avec eux disparaît également l'essentiel de l'économie clandestine,.

## Mémoire du marché noir

### Inconscient collectif et ancrage dans la culture
Le marché noir occupe ensuite une place non négligeable dans la mémoire de la Seconde Guerre mondiale en France. Jusqu'à la fin des années 1960, dans l'inconscient collectif reste longtemps ancrée l'habitude de constituer des réserves alimentaires, dans la crainte de nouvelles pénuries, en cas d'événement inquiétant. Les rancœurs sociales envers telle ou telle personne, souvent des paysans ou des commerçants soupçonnés de s'être enrichis grâce au marché noir, sont également tenaces.

#### Premières évocations
Dès 1945, les restaurants du marché noir sont dépeints dans le recueil de nouvelles d'Elsa Triolet, Le premier accroc coûte deux cents francs. Le marché noir est aussi évoqué dans les romans de Roger Vailland Drôle de jeu, de Simone de Beauvoir Le Sang des autres et de Jean-Louis Bory Mon village à l'heure allemande, prix Goncourt en 1945 et très grand succès, ainsi que, un peu plus tard, dans les films Les Portes de la nuit (1946) de Marcel Carné et Manon (1949) d'Henri-Georges Clouzot.
Le livre de Roger Vailland est adapté au cinéma en 1968 par Pierre Kast et Jean-Daniel Pollet, sous le même titre, tandis que Le Sang des autres est adapté beaucoup plus tard, en 1984, par Claude Chabrol, également sous le même titre. En 1993, Louis Calaferte évoque le marché noir dans son récit autobiographique, C'est la guerre.

#### Marcel Aymé

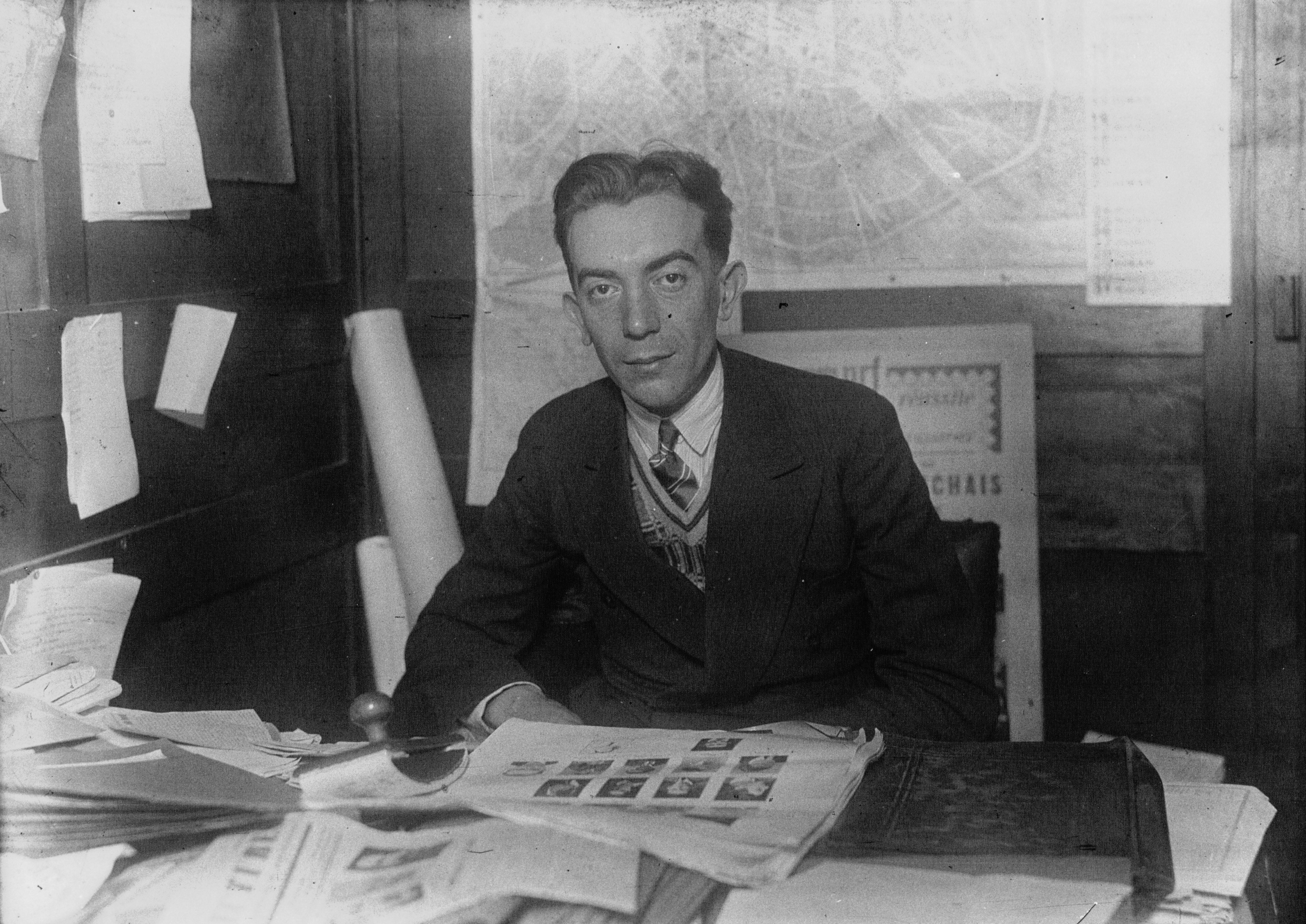
Marcel Aymé en 1929. Bibliothèque nationale de France.

En 1946, Marcel Aymé consacre un livre au marché noir, intitulé Le Chemin des écoliers. Selon l'universitaire canadien Yan Hamel, ce livre est « une apologie du marché noir et de la « débrouille » sous l’Occupation sans aucun regard pour les préoccupations politiques et morales qui étaient au centre des romans résistancialistes ». Marcel Aymé évoque de nouveau le marché noir dans un nouveau roman paru deux ans plus tard, Uranus, dont les héros, Monglat et Léopold, se sont enrichis en faisant du marché noir avec l'armée allemande. En 1959, Le Chemin des écoliers est adapté au cinéma, sous le même titre, par Michel Boisrond.
Entre ces deux textes, en 1947, Marcel Aymé fait paraître dans un recueil intitulé Le Vin de Paris une nouvelle, Traversée de Paris, dont l'adaptation cinématographique est une œuvre majeure. Dans les textes de Marcel Aymé, les personnages légitiment le marché noir comme stratégie de survie.

### Deux œuvres majeures

#### La Traversée de Paris

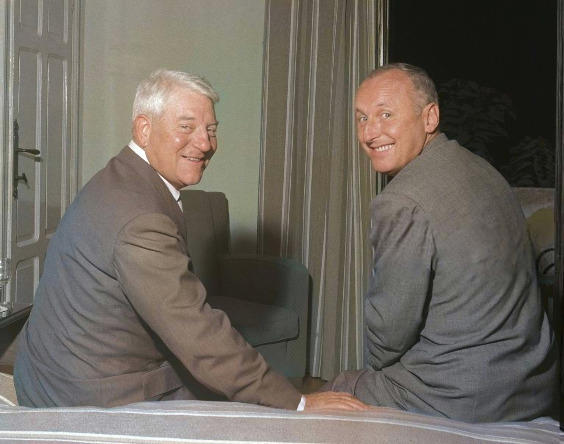
Jean Gabin et Bourvil à la Mostra de Venise en 1956.

En 1956 sort le film La Traversée de Paris de Claude Autant-Lara, d'après la nouvelle de Marcel Aymé. Le film est un succès public, attirant plus de 360 000 spectateurs entre sa sortie en octobre et la fin de l'année 1956, mais également critique. Ses qualités sont soulignées par François Truffaut.
La Traversée de Paris cherche à montrer le réel et, à travers un transport clandestin et nocturne de viande dans Paris, montre le marché noir comme une pratique rendue indispensable par les règles imposées par l'occupant, un illégalisme nécessaire en quelque sorte. Le choix du produit transporté, de la viande de porc et des saucisses, permet d'illustrer la pénurie et la nécessité de trouver de quoi se nourrir. Le personnage joué par Bourvil, chauffeur de taxi au chômage, représente une réalité sociale non négligeable, celle des petits intermédiaires du marché noir, au bout de la chaîne logistique, qui survivent grâce à cette activité.

#### Au bon beurre
Le marché noir est aussi le sujet du roman Au bon beurre de Jean Dutourd, grand succès et prix Interallié 1952,. Au bon beurre est le portrait d'un couple de commerçants profiteurs de guerre, qui ne pense qu'à s'enrichir. En cela, ces personnages, les Poissonard, s'opposent à ceux de Marcel Aymé. D'honnêtes commerçants avant-guerre, les Poissonard se transforment en trafiquants malhonnêtes. Cette famille incarne la figure du BOF (beurre, œufs, fromage), commerçant qui reste dans les mémoires comme l'archétype de ceux qui ont profité du marché noir, ce qui ne correspond que partiellement à la réalité. Elle investit ses gains dans un bel immeuble de Saint-Germain-des-Prés, conformément à la flambée des transactions et des prix que connaît effectivement l'immobilier pendant la période. Même si Jean Dutourd prétend dépeindre la vérité, son récit comporte nombre d'approximations historiques.
Ce roman de Jean Dutourd est adapté en téléfilm par Édouard Molinaro en 1981, sous le même titre. Les premiers rôles sont joués par Roger Hanin et Andréa Ferréol. Selon Claude Sarraute, « Ils sont sensationnels. Surtout, et ça c'est essentiel, ils sont merveilleusement assortis […]. Elle, Julie, c'est une forte Junon aux grands yeux, aux dures rondeurs, une belle garce de crémière. Lui, Charles Hubert, c'est un ex-beau brun tout en ventre, tout en dents, un mou, avec, par en-dessous, des trésors de brutalité féroce et sournoise, un brave homme de crémier ».
La Traversée de Paris et Au bon beurre, souvent rééditées et rediffusées, constituent les deux références culturelles majeures de la mémoire du marché noir,. Cette longévité s'explique parce qu'elles expriment ce qui constitue l'expérience communément partagée par les Français pendant l'Occupation, les privations et le « système D ».